# Llista d'asteroides (2001-3000)
Llista d'asteroides del 2.001 al 3.000, amb data de descoberta i descobridor. És un fragment de la llista d'asteroides completa. Als asteroides se'ls dona un número quan es confirma la seva òrbita, per tant apareixen llistats aproximadament segons la data de descobriment.

## 2001–2100
| Nom                     | Designació provisional | Data de descobriment    | Descobridor/s                                          |
| ----------------------- | ---------------------- | ----------------------- | ------------------------------------------------------ |
| (2001) Einstein         | 1973 EB                | 5 de març del 1973      | P. Wild                                                |
| (2002) Euler            | 1973 QQ1               | 29 d'agost del 1973     | T. M. Smirnova                                         |
| (2003) Harding          | 6559 P-L               | 24 de setembre del 1960 | C. J. van Houten, I. van Houten-Groeneveld, T. Gehrels |
| (2004) Lexell           | 1973 SV2               | 22 de setembre del 1973 | N. S. Txernikh                                         |
| (2005) Hencke           | 1973 RA                | 2 de setembre del 1973  | P. Wild                                                |
| (2006) Polonskaya       | 1973 SB3               | 22 de setembre del 1973 | N. S. Txernikh                                         |
| (2007) McCuskey         | 1963 SQ                | 22 de setembre del 1963 | Universitat d'Indiana                                  |
| (2008) Konstitutsiya    | 1973 SV4               | 27 de setembre del 1973 | L. I. Txernikh                                         |
| (2009) Voloshina        | 1968 UL                | 22 d'octubre del 1968   | T. M. Smirnova                                         |
| (2010) Chebyshev        | 1969 TL4               | 13 d'octubre del 1969   | B. A. Burnasheva                                       |
| (2011) Veteraniya       | 1970 QB1               | 30 d'agost del 1970     | T. M. Smirnova                                         |
| (2012) Guo Shou-Jing    | 1964 TE2               | 9 d'octubre del 1964    | Purple Mountain Observatory                            |
| (2013) Tucapel          | 1971 UH4               | 22 d'octubre del 1971   | University of Chile                                    |
| (2014) Vasilevskis      | 1973 JA                | 2 de maig del 1973      | A. R. Klemola                                          |
| (2015) Kachuevskaya     | 1972 RA3               | 4 de setembre del 1972  | L. V. Zhuravleva                                       |
| (2016) Heinemann        | 1938 SE                | 18 de setembre del 1938 | A. Bohrmann                                            |
| (2017) Wesson           | A903 SC                | 20 de setembre del 1903 | M. F. Wolf                                             |
| (2018) Schuster         | 1931 UC                | 17 d'octubre del 1931   | K. Reinmuth                                            |
| (2019) van Albada       | 1935 SX1               | 28 de setembre del 1935 | H. van Gent                                            |
| (2020) Ukko             | 1936 FR                | 18 de març del 1936     | Y. Väisälä                                             |
| (2021) Poincaré         | 1936 MA                | 26 de juny del 1936     | L. Boyer                                               |
| (2022) West             | 1938 CK                | 7 de febrer del 1938    | K. Reinmuth                                            |
| (2023) Asaph            | 1952 SA                | 16 de setembre del 1952 | Universitat d'Indiana                                  |
| (2024) McLaughlin       | 1952 UR                | 23 d'octubre del 1952   | Universitat d'Indiana                                  |
| (2025) Nortia           | 1953 LG                | 6 de juny del 1953      | J. Churms                                              |
| (2026) Cottrell         | 1955 FF                | 30 de març del 1955     | Universitat d'Indiana                                  |
| (2027) Shen Guo         | 1964 VR1               | 9 de novembre del 1964  | Purple Mountain Observatory                            |
| (2028) Janequeo         | 1968 OB1               | 18 de juliol del 1968   | C. Torres, S. Cofre                                    |
| (2029) Binomi           | 1969 RB                | 11 de setembre del 1969 | P. Wild                                                |
| (2030) Belyaev          | 1969 TA2               | 8 d'octubre del 1969    | L. I. Txernikh                                         |
| (2031) BAM              | 1969 TG2               | 8 d'octubre del 1969    | L. I. Txernikh                                         |
| (2032) Ethel            | 1970 OH                | 30 de juliol del 1970   | T. M. Smirnova                                         |
| (2033) Basilea          | 1973 CA                | 6 de febrer del 1973    | P. Wild                                                |
| (2034) Bernoulli        | 1973 EE                | 5 de març del 1973      | P. Wild                                                |
| (2035) Stearns          | 1973 SC                | 21 de setembre del 1973 | J. Gibson                                              |
| (2036) Sheragul         | 1973 SY2               | 22 de setembre del 1973 | N. S. Txernikh                                         |
| (2037) Tripaxeptalis    | 1973 UB                | 25 d'octubre del 1973   | P. Wild                                                |
| (2038) Bistro           | 1973 WF                | 24 de novembre del 1973 | P. Wild                                                |
| (2039) Payne-Gaposchkin | 1974 CA                | 14 de febrer del 1974   | Harvard Observatory                                    |
| (2040) Chalonge         | 1974 HA                | 19 d'abril del 1974     | P. Wild                                                |
| (2041) Lancelot         | 2523 P-L               | 24 de setembre del 1960 | C. J. van Houten, I. van Houten-Groeneveld, T. Gehrels |
| (2042) Sitarski         | 4633 P-L               | 24 de setembre del 1960 | C. J. van Houten, I. van Houten-Groeneveld, T. Gehrels |
| (2043) Ortutay          | 1936 TH                | 12 de novembre del 1936 | G. Kulin                                               |
| (2044) Wirt             | 1950 VE                | 8 de novembre del 1950  | C. A. Wirtanen                                         |
| (2045) Peking           | 1964 TB1               | 8 d'octubre del 1964    | Purple Mountain Observatory                            |
| (2046) Leningrad        | 1968 UD1               | 22 d'octubre del 1968   | T. M. Smirnova                                         |
| (2047) Smetana          | 1971 UA1               | 26 d'octubre del 1971   | L. Kohoutek                                            |
| (2048) Dwornik          | 1973 QA                | 27 d'agost del 1973     | E. F. Helin                                            |
| (2049) Grietje          | 1973 SH                | 29 de setembre del 1973 | T. Gehrels                                             |
| (2050) Francis          | 1974 KA                | 28 de maig del 1974     | E. F. Helin                                            |
| (2051) Chang            | 1976 UC                | 23 d'octubre del 1976   | Harvard Observatory                                    |
| (2052) Tamriko          | 1976 UN                | 24 d'octubre del 1976   | R. M. West                                             |
| (2053) Nuki             | 1976 UO                | 24 d'octubre del 1976   | R. M. West                                             |
| (2054) Gawain           | 4097 P-L               | 24 de setembre del 1960 | C. J. van Houten, I. van Houten-Groeneveld, T. Gehrels |
| (2055) Dvořák           | 1974 DB                | 19 de febrer del 1974   | L. Kohoutek                                            |
| (2056) Nancy            | A909 TB                | 15 d'octubre del 1909   | J. Helffrich                                           |
| (2057) Rosemary         | 1934 RQ                | 7 de setembre del 1934  | K. Reinmuth                                            |
| (2058) Róka             | 1938 BH                | 22 de gener del 1938    | G. Kulin                                               |
| (2059) Baboquivari      | 1963 UA                | 16 d'octubre del 1963   | Universitat d'Indiana                                  |
| (2060) Quiró            | 1977 UB                | 18 d'octubre del 1977   | C. T. Kowal                                            |
| (2061) Anza             | 1960 UA                | 22 d'octubre del 1960   | H. L. Giclas                                           |
| (2062) Aten             | 1976 AA                | 7 de gener del 1976     | E. F. Helin                                            |
| (2063) Bacchus          | 1977 HB                | 24 d'abril del 1977     | C. T. Kowal                                            |
| (2064) Thomsen          | 1942 RQ                | 8 de setembre del 1942  | L. Oterma                                              |
| (2065) Spicer           | 1959 RN                | 9 de setembre del 1959  | Universitat d'Indiana                                  |
| (2066) Palala           | 1934 LB                | 4 de juny del 1934      | C. Jackson                                             |
| (2067) Aksnes           | 1936 DD                | 23 de febrer del 1936   | Y. Väisälä                                             |
| (2068) Dangreen         | 1948 AD                | 8 de gener del 1948     | M. Laugier                                             |
| (2069) Hubble           | 1955 FT                | 29 de març del 1955     | Universitat d'Indiana                                  |
| (2070) Humason          | 1964 TQ                | 14 d'octubre del 1964   | Universitat d'Indiana                                  |
| (2071) Nadezhda         | 1971 QS                | 18 d'agost del 1971     | T. M. Smirnova                                         |
| (2072) Kosmodemyanskaya | 1973 QE2               | 31 d'agost del 1973     | T. M. Smirnova                                         |
| (2073) Janáček          | 1974 DK                | 19 de febrer del 1974   | L. Kohoutek                                            |
| (2074) Shoemaker        | 1974 UA                | 17 d'octubre del 1974   | E. F. Helin                                            |
| (2075) Martinez         | 1974 VA                | 9 de novembre del 1974  | Felix Aguilar Observatory                              |
| (2076) Levin            | 1974 WA                | 16 de novembre del 1974 | Harvard Observatory                                    |
| (2077) Kiangsu          | 1974 YA                | 18 de desembre del 1974 | Purple Mountain Observatory                            |
| (2078) Nanking          | 1975 AD                | 12 de gener del 1975    | Purple Mountain Observatory                            |
| (2079) Jacchia          | 1976 DB                | 23 de febrer del 1976   | Harvard Observatory                                    |
| (2080) Jihlava          | 1976 DG                | 27 de febrer del 1976   | P. Wild                                                |
| (2081) Sázava           | 1976 DH                | 27 de febrer del 1976   | P. Wild                                                |
| (2082) Galahad          | 7588 P-L               | 17 d'octubre del 1960   | C. J. van Houten, I. van Houten-Groeneveld, T. Gehrels |
| (2083) Smither          | 1973 WB                | 29 de novembre del 1973 | E. F. Helin                                            |
| (2084) Okayama          | 1935 CK                | 7 de febrer del 1935    | S. J. Arend                                            |
| (2085) Henan            | 1965 YA                | 20 de desembre del 1965 | Purple Mountain Observatory                            |
| (2086) Newell           | 1966 BC                | 20 de gener del 1966    | Universitat d'Indiana                                  |
| (2087) Kochera          | 1975 YC                | 28 de desembre del 1975 | P. Wild                                                |
| (2088) Sahlia           | 1976 DJ                | 27 de febrer del 1976   | P. Wild                                                |
| (2089) Cetacea          | 1977 VF                | 9 de novembre del 1977  | N. G. Thomas                                           |
| (2090) Mizuho           | 1978 EA                | 12 de març del 1978     | T. Urata                                               |
| (2091) Sampo            | 1941 HO                | 26 d'abril del 1941     | Y. Väisälä                                             |
| (2092) Sumiana          | 1969 UP                | 16 d'octubre del 1969   | L. I. Txernikh                                         |
| (2093) Genichesk        | 1971 HX                | 28 d'abril del 1971     | T. M. Smirnova                                         |
| (2094) Magnitka         | 1971 TC2               | 12 d'octubre del 1971   | Crimean Astrophysical Observatory                      |
| (2095) Parsifal         | 6036 P-L               | 24 de setembre del 1960 | C. J. van Houten, I. van Houten-Groeneveld, T. Gehrels |
| (2096) Väinö            | 1939 UC                | 18 d'octubre del 1939   | Y. Väisälä                                             |
| (2097) Galle            | 1953 PV                | 11 d'agost del 1953     | K. Reinmuth                                            |
| (2098) Zyskin           | 1972 QE                | 18 d'agost del 1972     | L. V. Zhuravleva                                       |
| (2099) Öpik             | 1977 VB                | 8 de novembre del 1977  | E. F. Helin                                            |
| (2100) Ra-Shalom        | 1978 RA                | 10 de setembre del 1978 | E. F. Helin                                            |

## 2101–2200
| Nom                   | Designació provisional | Data de descobriment    | Descobridor/s                                          |
| --------------------- | ---------------------- | ----------------------- | ------------------------------------------------------ |
| (2101) Adonis         | 1936 CA                | 12 de febrer del 1936   | E. Delporte                                            |
| (2102) Tantalus       | 1975 YA                | 27 de desembre del 1975 | C. T. Kowal                                            |
| (2103) Laverna        | 1960 FL                | 20 de març del 1960     | La Plata Observatory                                   |
| (2104) Toronto        | 1963 PD                | 15 d'agost del 1963     | K. W. Kamper                                           |
| (2105) Gudy           | 1976 DA                | 29 de febrer del 1976   | H.-E. Schuster                                         |
| (2106) Hugo           | 1936 UF                | 21 d'octubre del 1936   | M. Laugier                                             |
| (2107) Ilmari         | 1941 VA                | 12 de novembre del 1941 | L. Oterma                                              |
| (2108) Otto Schmidt   | 1948 TR1               | 4 d'octubre del 1948    | P. F. Shajn                                            |
| (2109) Dhotel         | 1950 TH2               | 13 d'octubre del 1950   | S. J. Arend                                            |
| (2110) Moore-Sitterly | 1962 RD                | 7 de setembre del 1962  | Universitat d'Indiana                                  |
| (2111) Tselina        | 1969 LG                | 13 de juny del 1969     | T. M. Smirnova                                         |
| (2112) Ulyanov        | 1972 NP                | 13 de juliol del 1972   | T. M. Smirnova                                         |
| (2113) Ehrdni         | 1972 RJ2               | 11 de setembre del 1972 | N. S. Txernikh                                         |
| (2114) Wallenquist    | 1976 HA                | 19 d'abril del 1976     | C.-I. Lagerkvist                                       |
| (2115) Irakli         | 1976 UD                | 24 d'octubre del 1976   | R. M. West                                             |
| (2116) Mtskheta       | 1976 UM                | 24 d'octubre del 1976   | R. M. West                                             |
| (2117) Danmark        | 1978 AC                | 9 de gener del 1978     | R. M. West                                             |
| (2118) Flagstaff      | 1978 PB                | 5 d'agost del 1978      | H. L. Giclas                                           |
| (2119) Schwall        | 1930 QG                | 30 d'agost del 1930     | M. F. Wolf, M. A. Ferrero                              |
| (2120) Tyumenia       | 1967 RM                | 9 de setembre del 1967  | T. M. Smirnova                                         |
| (2121) Sevastopol     | 1971 ME                | 27 de juny del 1971     | T. M. Smirnova                                         |
| (2122) Pyatiletka     | 1971 XB                | 14 de desembre del 1971 | T. M. Smirnova                                         |
| (2123) Vltava         | 1973 SL2               | 22 de setembre del 1973 | N. S. Txernikh                                         |
| (2124) Nissen         | 1974 MK                | 20 de juny del 1974     | Felix Aguilar Observatory                              |
| (2125) Karl-Ontjes    | 2005 P-L               | 24 de setembre del 1960 | C. J. van Houten, I. van Houten-Groeneveld, T. Gehrels |
| (2126) Gerasimovich   | 1970 QZ                | 30 d'agost del 1970     | T. M. Smirnova                                         |
| (2127) Tanya          | 1971 KB1               | 29 de maig del 1971     | L. I. Txernikh                                         |
| (2128) Wetherill      | 1973 SB                | 26 de setembre del 1973 | E. F. Helin                                            |
| (2129) Cosicosi       | 1973 SJ                | 27 de setembre del 1973 | P. Wild                                                |
| (2130) Evdokiya       | 1974 QH1               | 22 d'agost del 1974     | L. V. Zhuravleva                                       |
| (2131) Mayall         | 1975 RA                | 3 de setembre del 1975  | A. R. Klemola                                          |
| (2132) Zhukov         | 1975 TW3               | 3 d'octubre del 1975    | L. I. Txernikh                                         |
| (2133) Franceswright  | 1976 WB                | 20 de novembre del 1976 | Harvard Observatory                                    |
| (2134) Dennispalm     | 1976 YB                | 24 de desembre del 1976 | C. T. Kowal                                            |
| (2135) Aristaeus      | 1977 HA                | 17 d'abril del 1977     | S. J. Bus, E. F. Helin                                 |
| (2136) Jugta          | 1933 OC                | 24 de juliol del 1933   | K. Reinmuth                                            |
| (2137) Priscilla      | 1936 QZ                | 24 d'agost del 1936     | K. Reinmuth                                            |
| (2138) Swissair       | 1968 HB                | 17 d'abril del 1968     | P. Wild                                                |
| (2139) Makharadze     | 1970 MC                | 30 de juny del 1970     | T. M. Smirnova                                         |
| (2140) Kemerovo       | 1970 PE                | 3 d'agost del 1970      | T. M. Smirnova                                         |
| (2141) Simferopol     | 1970 QC1               | 30 d'agost del 1970     | T. M. Smirnova                                         |
| (2142) Landau         | 1972 GA                | 3 d'abril del 1972      | L. I. Txernikh                                         |
| (2143) Jimarnold      | 1973 SA                | 26 de setembre del 1973 | E. F. Helin                                            |
| (2144) Marietta       | 1975 BC1               | 18 de gener del 1975    | L. I. Txernikh                                         |
| (2145) Blaauw         | 1976 UF                | 24 d'octubre del 1976   | R. M. West                                             |
| (2146) Stentor        | 1976 UQ                | 24 d'octubre del 1976   | R. M. West                                             |
| (2147) Kharadze       | 1976 US                | 25 d'octubre del 1976   | R. M. West                                             |
| (2148) Epeios         | 1976 UW                | 24 d'octubre del 1976   | R. M. West                                             |
| (2149) Schwambraniya  | 1977 FX                | 22 de març del 1977     | N. S. Txernikh                                         |
| (2150) Nyctimene      | 1977 TA                | 13 d'octubre del 1977   | W. L. Sebok                                            |
| (2151) Hadwiger       | 1977 VX                | 3 de novembre del 1977  | P. Wild                                                |
| (2152) Hannibal       | 1978 WK                | 19 de novembre del 1978 | P. Wild                                                |
| (2153) Akiyama        | 1978 XD                | 1 de desembre del 1978  | Harvard Observatory                                    |
| (2154) Underhill      | 2015 P-L               | 24 de setembre del 1960 | C. J. van Houten, I. van Houten-Groeneveld, T. Gehrels |
| (2155) Wodan          | 6542 P-L               | 24 de setembre del 1960 | C. J. van Houten, I. van Houten-Groeneveld, T. Gehrels |
| (2156) Kate           | A917 SH                | 23 de setembre del 1917 | S. Beljavskij                                          |
| (2157) Ashbrook       | A924 EF                | 7 de març del 1924      | K. Reinmuth                                            |
| (2158) Tietjen        | 1933 OS                | 24 de juliol del 1933   | K. Reinmuth                                            |
| (2159) Kukkamäki      | 1941 UX                | 16 d'octubre del 1941   | L. Oterma                                              |
| (2160) Spitzer        | 1956 RL                | 7 de setembre del 1956  | Universitat d'Indiana                                  |
| (2161) Grissom        | 1963 UD                | 17 d'octubre del 1963   | Universitat d'Indiana                                  |
| (2162) Anhui          | 1966 BE                | 30 de gener del 1966    | Purple Mountain Observatory                            |
| 2163 Korczak          | 1971 SP1               | 16 de setembre del 1971 | Crimean Astrophysical Observatory                      |
| (2164) Lyalya         | 1972 RM2               | 11 de setembre del 1972 | N. S. Txernikh                                         |
| (2165) Young          | 1956 RJ                | 7 de setembre del 1956  | Universitat d'Indiana                                  |
| (2166) Handahl        | 1936 QB                | 13 d'agost del 1936     | G. N. Neujmin                                          |
| (2167) Erin           | 1971 LA                | 1 de juny del 1971      | Perth Observatory                                      |
| (2168) Swope          | 1955 RF1               | 14 de setembre del 1955 | Universitat d'Indiana                                  |
| (2169) Taiwan         | 1964 VP1               | 9 de novembre del 1964  | Purple Mountain Observatory                            |
| (2170) Byelorussia    | 1971 SZ                | 16 de setembre del 1971 | Crimean Astrophysical Observatory                      |
| (2171) Kiev           | 1973 QD1               | 28 d'agost del 1973     | T. M. Smirnova                                         |
| (2172) Plavsk         | 1973 QA2               | 31 d'agost del 1973     | T. M. Smirnova                                         |
| (2173) Maresjev       | 1974 QG1               | 22 d'agost del 1974     | L. V. Zhuravleva                                       |
| (2174) Asmodeus       | 1975 TA                | 8 d'octubre del 1975    | S. J. Bus, J. Huchra                                   |
| (2175) Andrea Doria   | 1977 TY                | 12 d'octubre del 1977   | P. Wild                                                |
| (2176) Donar          | 2529 P-L               | 24 de setembre del 1960 | C. J. van Houten, I. van Houten-Groeneveld, T. Gehrels |
| (2177) Oliver         | 6551 P-L               | 24 de setembre del 1960 | C. J. van Houten, I. van Houten-Groeneveld, T. Gehrels |
| (2178) Kazakhstania   | 1972 RA2               | 11 de setembre del 1972 | N. S. Txernikh                                         |
| (2179) Platzeck       | 1965 MA                | 28 de juny del 1965     | A. R. Klemola                                          |
| (2180) Marjaleena     | 1940 RJ                | 8 de setembre del 1940  | H. Alikoski                                            |
| (2181) Fogelin        | 1942 YA                | 28 de desembre del 1942 | K. Reinmuth                                            |
| (2182) Semirot        | 1953 FH1               | 21 de març del 1953     | Universitat d'Indiana                                  |
| (2183) Neufang        | 1959 OB                | 26 de juliol del 1959   | C. Hoffmeister                                         |
| (2184) Fujian         | 1964 TV2               | 9 d'octubre del 1964    | Purple Mountain Observatory                            |
| (2185) Guangdong      | 1965 WO                | 20 de novembre del 1965 | Purple Mountain Observatory                            |
| (2186) Keldysh        | 1973 SQ4               | 27 de setembre del 1973 | L. I. Txernikh                                         |
| (2187) La Silla       | 1976 UH                | 24 d'octubre del 1976   | R. M. West                                             |
| (2188) Orlenok        | 1976 UL4               | 28 d'octubre del 1976   | L. V. Zhuravleva                                       |
| (2189) Zaragoza       | 1975 QK                | 30 d'agost del 1975     | Felix Aguilar Observatory                              |
| (2190) Coubertin      | 1976 GV3               | 2 d'abril del 1976      | N. S. Txernikh                                         |
| (2191) Uppsala        | 1977 PA1               | 6 d'agost del 1977      | C.-I. Lagerkvist                                       |
| (2192) Pyatigoriya    | 1972 HP                | 18 d'abril del 1972     | T. M. Smirnova                                         |
| (2193) Jackson        | 1926 KB                | 18 de maig del 1926     | H. E. Wood                                             |
| (2194) Arpola         | 1940 GE                | 3 d'abril del 1940      | Y. Väisälä                                             |
| (2195) Tengström      | 1941 SP1               | 27 de setembre del 1941 | L. Oterma                                              |
| (2196) Ellicott       | 1965 BC                | 29 de gener del 1965    | Universitat d'Indiana                                  |
| (2197) Shanghai       | 1965 YN                | 30 de desembre del 1965 | Purple Mountain Observatory                            |
| (2198) Ceplecha       | 1975 VF                | 7 de novembre del 1975  | Harvard Observatory                                    |
| (2199) Kleť           | 1978 LA                | 6 de juny del 1978      | A. Mrkos                                               |
| (2200) Pasadena       | 6090 P-L               | 24 de setembre del 1960 | C. J. van Houten, I. van Houten-Groeneveld, T. Gehrels |

## 2201–2300
| Nom                    | Designació provisional | Data de descobriment    | Descobridor/s                                          |
| ---------------------- | ---------------------- | ----------------------- | ------------------------------------------------------ |
| (2201) Oljato          | 1947 XC                | 12 de desembre del 1947 | H. L. Giclas                                           |
| (2202) Pele            | 1972 RA                | 7 de setembre del 1972  | A. R. Klemola                                          |
| (2203) van Rhijn       | 1935 SQ1               | 28 de setembre del 1935 | H. van Gent                                            |
| (2204) Lyyli           | 1943 EQ                | 3 de març del 1943      | Y. Väisälä                                             |
| (2205) Glinka          | 1973 SU4               | 27 de setembre del 1973 | L. I. Txernikh                                         |
| (2206) Gabrova         | 1976 GR3               | 1 d'abril del 1976      | N. S. Txernikh                                         |
| (2207) Antenor         | 1977 QH1               | 19 d'agost del 1977     | N. S. Txernikh                                         |
| (2208) Puixkin         | 1977 QL3               | 22 d'agost del 1977     | N. S. Txernikh                                         |
| (2209) Tianjin         | 1978 US1               | 28 d'octubre del 1978   | Purple Mountain Observatory                            |
| (2210) Lois            | 9597 P-L               | 24 de setembre del 1960 | C. J. van Houten, I. van Houten-Groeneveld, T. Gehrels |
| (2211) Hanuman         | 1951 WO2               | 26 de novembre del 1951 | L. E. Cunningham                                       |
| (2212) Hephaistos      | 1978 SB                | 27 de setembre del 1978 | L. I. Txernikh                                         |
| (2213) Meeus           | 1935 SO1               | 24 de setembre del 1935 | E. Delporte                                            |
| (2214) Carol           | 1953 GF                | 7 d'abril del 1953      | K. Reinmuth                                            |
| (2215) Sichuan         | 1964 VX2               | 12 de novembre del 1964 | Purple Mountain Observatory                            |
| (2216) Kerch           | 1971 LF                | 12 de juny del 1971     | T. M. Smirnova                                         |
| (2217) Eltigen         | 1971 SK2               | 26 de setembre del 1971 | T. M. Smirnova                                         |
| (2218) Wotho           | 1975 AK                | 10 de gener del 1975    | P. Wild                                                |
| (2219) Mannucci        | 1975 LU                | 13 de juny del 1975     | Felix Aguilar Observatory                              |
| (2220) Hicks           | 1975 VB                | 4 de novembre del 1975  | E. F. Helin                                            |
| (2221) Chilton         | 1976 QC                | 25 d'agost del 1976     | Harvard Observatory                                    |
| (2222) Lermontov       | 1977 ST1               | 19 de setembre del 1977 | N. S. Txernikh                                         |
| (2223) Sarpedon        | 1977 TL3               | 4 d'octubre del 1977    | Purple Mountain Observatory                            |
| (2224) Tucson          | 2528 P-L               | 24 de setembre del 1960 | C. J. van Houten, I. van Houten-Groeneveld, T. Gehrels |
| (2225) Serkowski       | 6546 P-L               | 24 de setembre del 1960 | C. J. van Houten, I. van Houten-Groeneveld, T. Gehrels |
| (2226) Cunitza         | 1936 QC1               | 26 d'agost del 1936     | A. Bohrmann                                            |
| (2227) Otto Struve     | 1955 RX                | 13 de setembre del 1955 | Universitat d'Indiana                                  |
| (2228) Soyuz-Apollo    | 1977 OH                | 19 de juliol del 1977   | N. S. Txernikh                                         |
| (2229) Mezzarco        | 1977 RO                | 7 de setembre del 1977  | P. Wild                                                |
| (2230) Yunnan          | 1978 UT1               | 29 d'octubre del 1978   | Purple Mountain Observatory                            |
| (2231) Durrell         | 1941 SG                | 21 de setembre del 1941 | S. J. Arend                                            |
| (2232) Altaj           | 1969 RD2               | 15 de setembre del 1969 | B. A. Burnasheva                                       |
| (2233) Kuznetsov       | 1972 XE1               | 3 de desembre del 1972  | L. V. Zhuravleva                                       |
| (2234) Schmadel        | 1977 HD                | 27 d'abril del 1977     | H.-E. Schuster                                         |
| (2235) Vittore         | A924 GA                | 5 d'abril del 1924      | K. Reinmuth                                            |
| (2236) Austrasia       | 1933 FX                | 23 de març del 1933     | K. Reinmuth                                            |
| (2237) Melnikov        | 1938 TB                | 2 d'octubre del 1938    | G. N. Neujmin                                          |
| (2238) Steshenko       | 1972 RQ1               | 11 de setembre del 1972 | N. S. Txernikh                                         |
| (2239) Paracelsus      | 1978 RC                | 13 de setembre del 1978 | P. Wild                                                |
| (2240) Tsai            | 1978 YA                | 30 de desembre del 1978 | Harvard Observatory                                    |
| (2241) Alcathous       | 1979 WM                | 22 de novembre del 1979 | C. T. Kowal                                            |
| (2242) Balaton         | 1936 TG                | 13 d'octubre del 1936   | G. Kulin                                               |
| (2243) Lönnrot         | 1941 SA1               | 25 de setembre del 1941 | Y. Väisälä                                             |
| (2244) Tesla           | 1952 UW1               | 22 d'octubre del 1952   | M. B. Protitch                                         |
| (2245) Hekatostos      | 1968 BC                | 24 de gener del 1968    | L. I. Txernikh                                         |
| (2246) Bowell          | 1979 XH                | 14 de desembre del 1979 | E. Bowell                                              |
| (2247) Hiroshima       | 6512 P-L               | 24 de setembre del 1960 | C. J. van Houten, I. van Houten-Groeneveld, T. Gehrels |
| (2248) Kanda           | 1933 DE                | 27 de febrer del 1933   | K. Reinmuth                                            |
| (2249) Yamamoto        | 1942 GA                | 6 d'abril del 1942      | K. Reinmuth                                            |
| (2250) Stalingrad      | 1972 HN                | 18 d'abril del 1972     | T. M. Smirnova                                         |
| (2251) Tikhov          | 1977 SU1               | 19 de setembre del 1977 | N. S. Txernikh                                         |
| (2252) CERGA           | 1978 VT                | 1 de novembre del 1978  | K. Tomita                                              |
| (2253) Espinette       | 1932 PB                | 30 de juliol del 1932   | G. van Biesbroeck                                      |
| (2254) Requiem         | 1977 QJ1               | 19 d'agost del 1977     | N. S. Txernikh                                         |
| (2255) Qinghai         | 1977 VK1               | 3 de novembre del 1977  | Purple Mountain Observatory                            |
| (2256) Wiśniewski      | 4519 P-L               | 24 de setembre del 1960 | C. J. van Houten, I. van Houten-Groeneveld, T. Gehrels |
| (2257) Kaarina         | 1939 QB                | 18 d'agost del 1939     | H. Alikoski                                            |
| (2258) Viipuri         | 1939 TA                | 7 d'octubre del 1939    | Y. Väisälä                                             |
| (2259) Sofievka        | 1971 OG                | 19 de juliol del 1971   | B. A. Burnasheva                                       |
| (2260) Neoptolemus     | 1975 WM1               | 26 de novembre del 1975 | Purple Mountain Observatory                            |
| (2261) Keeler          | 1977 HC                | 20 d'abril del 1977     | A. R. Klemola                                          |
| (2262) Mitidika        | 1978 RB                | 10 de setembre del 1978 | P. Wild                                                |
| (2263) Shaanxi         | 1978 UW1               | 30 d'octubre del 1978   | Purple Mountain Observatory                            |
| (2264) Sabrina         | 1979 YK                | 16 de desembre del 1979 | E. Bowell                                              |
| (2265) Verbaandert     | 1950 DB                | 17 de febrer del 1950   | S. J. Arend                                            |
| (2266) Tchaikovsky     | 1974 VK                | 12 de novembre del 1974 | L. I. Txernikh                                         |
| (2267) Agassiz         | 1977 RF                | 9 de setembre del 1977  | Harvard Observatory                                    |
| (2268) Szmytowna       | 1942 VW                | 6 de novembre del 1942  | L. Oterma                                              |
| (2269) Efremiana       | 1976 JA2               | 2 de maig del 1976      | N. S. Txernikh                                         |
| (2270) Yazhi           | 1980 ED                | 14 de març del 1980     | E. Bowell                                              |
| (2271) Kiso            | 1976 UV5               | 22 d'octubre del 1976   | H. Kosai, K. Hurukawa                                  |
| (2272) Montezuma       | 1972 FA                | 16 de març del 1972     | T. Gehrels                                             |
| (2273) Yarilo          | 1975 EV1               | 6 de març del 1975      | L. I. Txernikh                                         |
| (2274) Ehrsson         | 1976 EA                | 2 de març del 1976      | C.-I. Lagerkvist                                       |
| (2275) Cuitlahuac      | 1979 MH                | 16 de juny del 1979     | H.-E. Schuster                                         |
| (2276) Warck           | 1933 QA                | 18 d'agost del 1933     | E. Delporte                                            |
| (2277) Moreau          | 1950 DS                | 18 de febrer del 1950   | S. J. Arend                                            |
| (2278) Götz            | 1953 GE                | 7 d'abril del 1953      | K. Reinmuth                                            |
| (2279) Barto           | 1968 DL                | 25 de febrer del 1968   | L. I. Txernikh                                         |
| (2280) Kunikov         | 1971 SL2               | 26 de setembre del 1971 | T. M. Smirnova                                         |
| (2281) Biela           | 1971 UQ1               | 26 d'octubre del 1971   | L. Kohoutek                                            |
| (2282) Andrés Bello    | 1974 FE                | 22 de març del 1974     | C. Torres                                              |
| (2283) Bunke           | 1974 SV4               | 26 de setembre del 1974 | L. V. Zhuravleva                                       |
| (2284) San Juan        | 1974 TG1               | 10 d'octubre del 1974   | Felix Aguilar Observatory                              |
| (2285) Ron Helin       | 1976 QB                | 27 d'agost del 1976     | S. J. Bus                                              |
| (2286) Fesenkov        | 1977 NH                | 14 de juliol del 1977   | N. S. Txernikh                                         |
| (2287) Kalmykia        | 1977 QK3               | 22 d'agost del 1977     | N. S. Txernikh                                         |
| (2288) Karolinum       | 1979 UZ                | 19 d'octubre del 1979   | Ladislav Brožek                                        |
| (2289) McMillan        | 6567 P-L               | 24 de setembre del 1960 | C. J. van Houten, I. van Houten-Groeneveld, T. Gehrels |
| (2290) Helffrich       | 1932 CD1               | 14 de febrer del 1932   | K. Reinmuth                                            |
| (2291) Kevo            | 1941 FS                | 19 de març del 1941     | L. Oterma                                              |
| (2292) Seili           | 1942 RM                | 7 de setembre del 1942  | Y. Väisälä                                             |
| (2293) Guernica        | 1977 EH1               | 13 de març del 1977     | N. S. Txernikh                                         |
| (2294) Andronikov      | 1977 PL1               | 14 d'agost del 1977     | N. S. Txernikh                                         |
| (2295) Matusovskij     | 1977 QD1               | 19 d'agost del 1977     | N. S. Txernikh                                         |
| (2296) Kugultinov      | 1975 BA1               | 18 de gener del 1975    | L. I. Txernikh                                         |
| (2297) Daghestan       | 1978 RE                | 1 de setembre del 1978  | N. S. Txernikh                                         |
| (2298) Cindijon        | A915 TA                | 2 d'octubre del 1915    | M. F. Wolf                                             |
| (2299) Hanko           | 1941 SZ                | 25 de setembre del 1941 | Y. Väisälä                                             |
| (2300) Stebbins        | 1953 TG2               | 10 d'octubre del 1953   | Universitat d'Indiana                                  |
| 2301-2400              |                        |                         |                                                        |
| (2301) Whitford        | 1965 WJ                | 20 de novembre del 1965 | Universitat d'Indiana                                  |
| (2302) Florya          | 1972 TL2               | 2 d'octubre del 1972    | N. E. Kurochkin                                        |
| (2303) Retsina         | 1979 FK                | 24 de març del 1979     | P. Wild                                                |
| (2304) Slavia          | 1979 KB                | 18 de maig del 1979     | A. Mrkos                                               |
| (2305) King            | 1980 RJ1               | 12 de setembre del 1980 | Harvard Observatory                                    |
| (2306) Bauschinger     | 1939 PM                | 15 d'agost del 1939     | K. Reinmuth                                            |
| (2307) Garuda          | 1957 HJ                | 18 d'abril del 1957     | La Plata Observatory                                   |
| (2308) Schilt          | 1967 JM                | 6 de maig del 1967      | C. U. Cesco, A. R. Klemola                             |
| (2309) Mr. Spock       | 1971 QX1               | 16 d'agost del 1971     | J. Gibson                                              |
| (2310) Olshaniya       | 1974 SU4               | 26 de setembre del 1974 | L. V. Zhuravleva                                       |
| (2311) El Leoncito     | 1974 TA1               | 10 d'octubre del 1974   | Felix Aguilar Observatory                              |
| (2312) Duboshin        | 1976 GU2               | 1 d'abril del 1976      | N. S. Txernikh                                         |
| (2313) Aruna           | 1976 TA                | 15 d'octubre del 1976   | H. L. Giclas                                           |
| (2314) Field           | 1977 VD                | 12 de novembre del 1977 | Harvard Observatory                                    |
| (2315) Czechoslovakia  | 1980 DZ                | 19 de febrer del 1980   | Z. Vávrová                                             |
| (2316) Jo-Ann          | 1980 RH                | 2 de setembre del 1980  | E. Bowell                                              |
| (2317) Galya           | 2524 P-L               | 24 de setembre del 1960 | C. J. van Houten, I. van Houten-Groeneveld, T. Gehrels |
| (2318) Lubarsky        | 6521 P-L               | 24 de setembre del 1960 | C. J. van Houten, I. van Houten-Groeneveld, T. Gehrels |
| (2319) Aristides       | 7631 P-L               | 17 d'octubre del 1960   | C. J. van Houten, I. van Houten-Groeneveld, T. Gehrels |
| (2320) Blarney         | 1979 QJ                | 29 d'agost del 1979     | P. Wild                                                |
| (2321) Lužnice         | 1980 DB1               | 19 de febrer del 1980   | Z. Vávrová                                             |
| (2322) Kitt Peak       | 1954 UQ2               | 28 d'octubre del 1954   | Universitat d'Indiana                                  |
| (2323) Zverev          | 1976 SF2               | 24 de setembre del 1976 | N. S. Txernikh                                         |
| (2324) Janice          | 1978 VS4               | 7 de novembre del 1978  | E. F. Helin, S. J. Bus                                 |
| (2325) Txernikh        | 1979 SP                | 25 de setembre del 1979 | A. Mrkos                                               |
| (2326) Tololo          | 1965 QC                | 29 d'agost del 1965     | Universitat d'Indiana                                  |
| (2327) Gershberg       | 1969 TQ4               | 13 d'octubre del 1969   | B. A. Burnasheva                                       |
| (2328) Robeson         | 1972 HW                | 19 d'abril del 1972     | T. M. Smirnova                                         |
| (2329) Orthos          | 1976 WA                | 19 de novembre del 1976 | H.-E. Schuster                                         |
| (2330) Ontake          | 1977 DS3               | 18 de febrer del 1977   | H. Kosai, K. Hurukawa                                  |
| (2331) Parvulesco      | 1936 EA                | 12 de març del 1936     | E. Delporte                                            |
| (2332) Kalm            | 1940 GH                | 4 d'abril del 1940      | L. Oterma                                              |
| (2333) Porthan         | 1943 EP                | 3 de març del 1943      | Y. Väisälä                                             |
| (2334) Cuffey          | 1962 HD                | 27 d'abril del 1962     | Universitat d'Indiana                                  |
| (2335) James           | 1974 UB                | 17 d'octubre del 1974   | E. F. Helin                                            |
| (2336) Xinjiang        | 1975 WL1               | 26 de novembre del 1975 | Purple Mountain Observatory                            |
| (2337) Boubín          | 1976 UH1               | 22 d'octubre del 1976   | P. Wild                                                |
| (2338) Bokhan          | 1977 QA3               | 22 d'agost del 1977     | N. S. Txernikh                                         |
| (2339) Anacreon        | 2509 P-L               | 24 de setembre del 1960 | C. J. van Houten, I. van Houten-Groeneveld, T. Gehrels |
| (2340) Hathor          | 1976 UA                | 22 d'octubre del 1976   | C. T. Kowal                                            |
| (2341) Aoluta          | 1976 YU1               | 16 de desembre del 1976 | L. I. Txernikh                                         |
| (2342) Lebedev         | 1968 UQ                | 22 d'octubre del 1968   | T. M. Smirnova                                         |
| (2343) Siding Spring   | 1979 MD4               | 25 de juny del 1979     | E. F. Helin, S. J. Bus                                 |
| (2344) Xizang          | 1979 SC1               | 27 de setembre del 1979 | Purple Mountain Observatory                            |
| (2345) Fučik           | 1974 OS                | 25 de juliol del 1974   | T. M. Smirnova                                         |
| (2346) Lilio           | 1934 CB                | 5 de febrer del 1934    | K. Reinmuth                                            |
| (2347) Vinata          | 1936 TK                | 7 d'octubre del 1936    | H. L. Giclas                                           |
| (2348) Michkovitch     | 1939 AA                | 10 de gener del 1939    | M. B. Protitch                                         |
| (2349) Kurchenko       | 1970 OG                | 30 de juliol del 1970   | T. M. Smirnova                                         |
| (2350) von Lüde        | 1938 CG                | 6 de febrer del 1938    | A. Bohrmann                                            |
| (2351) O'Higgins       | 1964 VD                | 3 de novembre del 1964  | Universitat d'Indiana                                  |
| (2352) Kurchatov       | 1969 RY                | 10 de setembre del 1969 | L. I. Txernikh                                         |
| (2353) Alva            | 1975 UD                | 27 d'octubre del 1975   | P. Wild                                                |
| (2354) Lavrov          | 1978 PZ3               | 9 d'agost del 1978      | L. I. Txernikh, N. S. Txernikh                         |
| (2355) Nei Monggol     | 1978 UV1               | 30 d'octubre del 1978   | Purple Mountain Observatory                            |
| (2356) Hirons          | 1979 UJ                | 17 d'octubre del 1979   | E. Bowell                                              |
| (2357) Phereclos       | 1981 AC                | 1 de gener del 1981     | E. Bowell                                              |
| (2358) Bahner          | 1929 RE                | 2 de setembre del 1929  | K. Reinmuth                                            |
| (2359) Debehogne       | 1931 TV                | 5 d'octubre del 1931    | K. Reinmuth                                            |
| (2360) Volgo-Don       | 1975 VD3               | 2 de novembre del 1975  | T. M. Smirnova                                         |
| (2361) Gogol           | 1976 GQ1               | 1 d'abril del 1976      | N. S. Txernikh                                         |
| (2362) Mark Twain      | 1976 SH2               | 24 de setembre del 1976 | N. S. Txernikh                                         |
| (2363) Cebriones       | 1977 TJ3               | 4 d'octubre del 1977    | Purple Mountain Observatory                            |
| (2364) Seillier        | 1978 GD                | 14 d'abril del 1978     | H. Debehogne                                           |
| (2365) Interkosmos     | 1980 YQ                | 30 de desembre del 1980 | Z. Vávrová                                             |
| (2366) Aaryn           | 1981 AC1               | 10 de gener del 1981    | N. G. Thomas                                           |
| (2367) Praha           | 1981 AK1               | 8 de gener del 1981     | A. Mrkos                                               |
| (2368) Beltrovata      | 1977 RA                | 4 de setembre del 1977  | P. Wild                                                |
| (2369) Chekhov         | 1976 GC8               | 4 d'abril del 1976      | N. S. Txernikh                                         |
| (2370) van Altena      | 1965 LA                | 10 de juny del 1965     | A. R. Klemola                                          |
| (2371) Dimitrov        | 1975 VR3               | 2 de novembre del 1975  | T. M. Smirnova                                         |
| (2372) Proskurin       | 1977 RA8               | 13 de setembre del 1977 | N. S. Txernikh                                         |
| (2373) Immo            | 1929 PC                | 4 d'agost del 1929      | M. F. Wolf                                             |
| (2374) Vladvysotskij   | 1974 QE1               | 22 d'agost del 1974     | L. V. Zhuravleva                                       |
| (2375) Radek           | 1975 AA                | 8 de gener del 1975     | L. Kohoutek                                            |
| (2376) Martynov        | 1977 QG3               | 22 d'agost del 1977     | N. S. Txernikh                                         |
| (2377) Shcheglov       | 1978 QT1               | 31 d'agost del 1978     | N. S. Txernikh                                         |
| (2378) Pannekoek       | 1935 CY                | 13 de febrer del 1935   | H. van Gent                                            |
| (2379) Heiskanen       | 1941 ST                | 21 de setembre del 1941 | Y. Väisälä                                             |
| (2380) Heilongjiang    | 1965 SN                | 18 de setembre del 1965 | Purple Mountain Observatory                            |
| (2381) Landi           | 1976 AF                | 3 de gener del 1976     | Felix Aguilar Observatory                              |
| (2382) Nonie           | 1977 GA                | 13 d'abril del 1977     | Perth Observatory                                      |
| (2383) Bradley         | 1981 GN                | 5 d'abril del 1981      | E. Bowell                                              |
| (2384) Schulhof        | 1943 EC1               | 2 de març del 1943      | M. Laugier                                             |
| (2385) Mustel          | 1969 VW                | 11 de novembre del 1969 | L. I. Txernikh                                         |
| (2386) Nikonov         | 1974 SN1               | 19 de setembre del 1974 | L. I. Txernikh                                         |
| (2387) Xi'an           | 1975 FX                | 17 de març del 1975     | Purple Mountain Observatory                            |
| (2388) Gase            | 1977 EA2               | 13 de març del 1977     | N. S. Txernikh                                         |
| (2389) Dibaj           | 1977 QC1               | 19 d'agost del 1977     | N. S. Txernikh                                         |
| (2390) Nežárka         | 1980 PA1               | 14 d'agost del 1980     | Z. Vávrová                                             |
| (2391) Tomita          | 1957 AA                | 9 de gener del 1957     | K. Reinmuth                                            |
| (2392) Jonathan Murray | 1979 MN1               | 25 de juny del 1979     | E. F. Helin, S. J. Bus                                 |
| (2393) Suzuki          | 1955 WB                | 17 de novembre del 1955 | M. Laugier                                             |
| (2394) Nadeev          | 1973 SZ2               | 22 de setembre del 1973 | N. S. Txernikh                                         |
| (2395) Aho             | 1977 FA                | 17 de març del 1977     | Harvard Observatory                                    |
| (2396) Kochi           | 1981 CB                | 9 de febrer del 1981    | T. Seki                                                |
| (2397) Lappajärvi      | 1938 DV                | 22 de febrer del 1938   | Y. Väisälä                                             |
| (2398) Jilin           | 1965 UD2               | 24 d'octubre del 1965   | Purple Mountain Observatory                            |
| (2399) Terradas        | 1971 MA                | 17 de juny del 1971     | C. U. Cesco                                            |
| (2400) Derevskaya      | 1972 KJ                | 17 de maig del 1972     | T. M. Smirnova                                         |

## 2401–2500
| Nom                    | Designació provisional | Data de descobriment    | Descobridor/s                                          |
| ---------------------- | ---------------------- | ----------------------- | ------------------------------------------------------ |
| (2401) Aehlita         | 1975 VM2               | 2 de novembre del 1975  | T. M. Smirnova                                         |
| (2402) Satpaev         | 1979 OR13              | 31 de juliol del 1979   | N. S. Txernikh                                         |
| (2403) Šumava          | 1979 SQ                | 25 de setembre del 1979 | A. Mrkos                                               |
| (2404) Antarctica      | 1980 TE                | 1 d'octubre del 1980    | A. Mrkos                                               |
| (2405) Welch           | 1963 UF                | 18 d'octubre del 1963   | Universitat d'Indiana                                  |
| (2406) Orelskaya       | 1966 QG                | 20 d'agost del 1966     | Crimean Astrophysical Observatory                      |
| (2407) Haug            | 1973 DH                | 27 de febrer del 1973   | L. Kohoutek                                            |
| (2408) Astapovich      | 1978 QK1               | 31 d'agost del 1978     | N. S. Txernikh                                         |
| (2409) Chapman         | 1979 UG                | 17 d'octubre del 1979   | E. Bowell                                              |
| (2410) Morrison        | 1981 AF                | 3 de gener del 1981     | E. Bowell                                              |
| (2411) Zellner         | 1981 JK                | 3 de maig del 1981      | E. Bowell                                              |
| (2412) Wil             | 3537 P-L               | 17 d'octubre del 1960   | C. J. van Houten, I. van Houten-Groeneveld, T. Gehrels |
| (2413) van de Hulst    | 6816 P-L               | 24 de setembre del 1960 | C. J. van Houten, I. van Houten-Groeneveld, T. Gehrels |
| (2414) Vibeke          | 1931 UG                | 18 d'octubre del 1931   | K. Reinmuth                                            |
| (2415) Ganesa          | 1978 UJ                | 28 d'octubre del 1978   | H. L. Giclas                                           |
| (2416) Sharonov        | 1979 OF13              | 31 de juliol del 1979   | N. S. Txernikh                                         |
| (2417) McVittie        | 1964 CD                | 15 de febrer del 1964   | Universitat d'Indiana                                  |
| (2418) Voskovec-Werich | 1971 UV                | 26 d'octubre del 1971   | L. Kohoutek                                            |
| (2419) Moldavia        | 1974 SJ                | 19 de setembre del 1974 | L. I. Txernikh                                         |
| (2420) Čiurlionis      | 1975 TN                | 3 d'octubre del 1975    | N. S. Txernikh                                         |
| (2421) Nininger        | 1979 UD                | 17 d'octubre del 1979   | E. Bowell                                              |
| (2422) Perovskaya      | 1968 HK1               | 28 d'abril del 1968     | T. M. Smirnova                                         |
| (2423) Ibarruri        | 1972 NC                | 14 de juliol del 1972   | L. V. Zhuravleva                                       |
| (2424) Tautenburg      | 1973 UT5               | 27 d'octubre del 1973   | F. Börngen, K. Kirsch                                  |
| (2425) Shenzhen        | 1975 FW                | 17 de març del 1975     | Purple Mountain Observatory                            |
| (2426) Simonov         | 1976 KV                | 26 de maig del 1976     | N. S. Txernikh                                         |
| (2427) Kobzar          | 1976 YQ7               | 20 de desembre del 1976 | N. S. Txernikh                                         |
| (2428) Kamenyar        | 1977 RZ6               | 11 de setembre del 1977 | N. S. Txernikh                                         |
| (2429) Schürer         | 1977 TZ                | 12 d'octubre del 1977   | P. Wild                                                |
| (2430) Bruce Helin     | 1977 VC                | 8 de novembre del 1977  | E. F. Helin, E. M. Shoemaker                           |
| (2431) Skovoroda       | 1978 PF3               | 8 d'agost del 1978      | N. S. Txernikh                                         |
| (2432) Soomana         | 1981 FA                | 30 de març del 1981     | E. Bowell                                              |
| (2433) Sootiyo         | 1981 GJ                | 5 d'abril del 1981      | E. Bowell                                              |
| (2434) Bateson         | 1981 KA                | 27 de maig del 1981     | A. C. Gilmore, P. M. Kilmartin                         |
| (2435) Horemheb        | 4578 P-L               | 24 de setembre del 1960 | C. J. van Houten, I. van Houten-Groeneveld, T. Gehrels |
| (2436) Hatshepsut      | 6066 P-L               | 24 de setembre del 1960 | C. J. van Houten, I. van Houten-Groeneveld, T. Gehrels |
| (2437) Amnestia        | 1942 RZ                | 14 de setembre del 1942 | M. Väisälä                                             |
| (2438) Oleshko         | 1975 VO2               | 2 de novembre del 1975  | T. M. Smirnova                                         |
| (2439) Ulugbek         | 1977 QX2               | 21 d'agost del 1977     | N. S. Txernikh                                         |
| (2440) Educatio        | 1978 VQ4               | 7 de novembre del 1978  | E. F. Helin, S. J. Bus                                 |
| (2441) Hibbs           | 1979 MN2               | 25 de juny del 1979     | E. F. Helin, S. J. Bus                                 |
| (2442) Corbett         | 1980 TO                | 3 d'octubre del 1980    | Z. Vávrová                                             |
| (2443) Tomeileen       | A906 BJ                | 24 de gener del 1906    | M. F. Wolf                                             |
| (2444) Lederle         | 1934 CD                | 5 de febrer del 1934    | K. Reinmuth                                            |
| (2445) Blazhko         | 1935 TC                | 3 d'octubre del 1935    | P. F. Shajn                                            |
| (2446) Lunacharsky     | 1971 TS2               | 14 d'octubre del 1971   | L. I. Txernikh                                         |
| (2447) Kronstadt       | 1973 QY1               | 31 d'agost del 1973     | T. M. Smirnova                                         |
| (2448) Sholokhov       | 1975 BU                | 18 de gener del 1975    | L. I. Txernikh                                         |
| (2449) Kenos           | 1978 GC                | 8 d'abril del 1978      | W. Liller                                              |
| (2450) Ioannisiani     | 1978 RP                | 1 de setembre del 1978  | N. S. Txernikh                                         |
| (2451) Dollfus         | 1980 RQ                | 2 de setembre del 1980  | E. Bowell                                              |
| (2452) Lyot            | 1981 FE                | 30 de març del 1981     | E. Bowell                                              |
| (2453) Wabash          | A921 SA                | 30 de setembre del 1921 | K. Reinmuth                                            |
| (2454) Olaus Magnus    | 1941 SS                | 21 de setembre del 1941 | Y. Väisälä                                             |
| (2455) Somville        | 1950 TO4               | 5 d'octubre del 1950    | S. J. Arend                                            |
| (2456) Palamedes       | 1966 BA1               | 30 de gener del 1966    | Purple Mountain Observatory                            |
| (2457) Rublyov         | 1975 TU2               | 3 d'octubre del 1975    | L. I. Txernikh                                         |
| (2458) Veniakaverin    | 1977 RC7               | 11 de setembre del 1977 | N. S. Txernikh                                         |
| (2459) Spellmann       | 1980 LB1               | 11 de juny del 1980     | C. S. Shoemaker                                        |
| (2460) Mitlincoln      | 1980 TX4               | 1 d'octubre del 1980    | L. G. Taff, D. E. Beatty                               |
| (2461) Clavel          | 1981 EC1               | 5 de març del 1981      | H. Debehogne, G. DeSanctis                             |
| (2462) Nehalennia      | 6578 P-L               | 24 de setembre del 1960 | C. J. van Houten, I. van Houten-Groeneveld, T. Gehrels |
| (2463) Sterpin         | 1934 FF                | 10 de març del 1934     | G. van Biesbroeck                                      |
| (2464) Nordenskiöld    | 1939 BF                | 19 de gener del 1939    | Y. Väisälä                                             |
| (2465) Wilson          | 1949 PK                | 2 d'agost del 1949      | K. Reinmuth                                            |
| (2466) Golson          | 1959 RJ                | 7 de setembre del 1959  | Universitat d'Indiana                                  |
| (2467) Kollontai       | 1966 PJ                | 14 d'agost del 1966     | L. I. Txernikh                                         |
| (2468) Repin           | 1969 TO1               | 8 d'octubre del 1969    | L. I. Txernikh                                         |
| (2469) Tadjikistan     | 1970 HA                | 27 d'abril del 1970     | T. M. Smirnova                                         |
| (2470) Agematsu        | 1976 UW15              | 22 d'octubre del 1976   | H. Kosai, K. Hurukawa                                  |
| (2471) Ultrajectum     | 6545 P-L               | 24 de setembre del 1960 | C. J. van Houten, I. van Houten-Groeneveld, T. Gehrels |
| (2472) Bradman         | 1973 DG                | 27 de febrer del 1973   | L. Kohoutek                                            |
| (2473) Heyerdahl       | 1977 RX7               | 12 de setembre del 1977 | N. S. Txernikh                                         |
| (2474) Ruby            | 1979 PB                | 14 d'agost del 1979     | Z. Vávrová                                             |
| (2475) Semenov         | 1972 TF2               | 8 d'octubre del 1972    | L. V. Zhuravleva                                       |
| (2476) Andersen        | 1976 JF2               | 2 de maig del 1976      | N. S. Txernikh                                         |
| (2477) Biryukov        | 1977 PY1               | 14 d'agost del 1977     | N. S. Txernikh                                         |
| (2478) Tokai           | 1981 JC                | 4 de maig del 1981      | T. Furuta                                              |
| (2479) Sodankylä       | 1942 CB                | 6 de febrer del 1942    | Y. Väisälä                                             |
| (2480) Papanov         | 1976 YS1               | 16 de desembre del 1976 | L. I. Txernikh                                         |
| (2481) Bürgi           | 1977 UQ                | 18 d'octubre del 1977   | P. Wild                                                |
| (2482) Perkin          | 1980 CO                | 13 de febrer del 1980   | Harvard Observatory                                    |
| (2483) Guinevere       | 1928 QB                | 17 d'agost del 1928     | M. F. Wolf                                             |
| (2484) Parenago        | 1928 TK                | 7 d'octubre del 1928    | G. N. Neujmin                                          |
| (2485) Scheffler       | 1932 BH                | 29 de gener del 1932    | K. Reinmuth                                            |
| (2486) Metsähovi       | 1939 FY                | 22 de març del 1939     | Y. Väisälä                                             |
| (2487) Juhani          | 1940 RL                | 8 de setembre del 1940  | H. Alikoski                                            |
| (2488) Bryan           | 1952 UT                | 23 d'octubre del 1952   | Universitat d'Indiana                                  |
| (2489) Suvorov         | 1975 NY                | 11 de juliol del 1975   | L. I. Txernikh                                         |
| (2490) Bussolini       | 1976 AG                | 3 de gener del 1976     | Felix Aguilar Observatory                              |
| (2491) Tvashtri        | 1977 CB                | 15 de febrer del 1977   | W. L. Sebok                                            |
| (2492) Kutuzov         | 1977 NT                | 14 de juliol del 1977   | N. S. Txernikh                                         |
| (2493) Elmer           | 1978 XC                | 1 de desembre del 1978  | Harvard Observatory                                    |
| (2494) Inge            | 1981 LF                | 4 de juny del 1981      | E. Bowell                                              |
| (2495) Noviomagum      | 7071 P-L               | 17 d'octubre del 1960   | C. J. van Houten, I. van Houten-Groeneveld, T. Gehrels |
| (2496) Fernandus       | 1953 TC1               | 8 d'octubre del 1953    | Universitat d'Indiana                                  |
| (2497) Kulikovskij     | 1977 PZ1               | 14 d'agost del 1977     | N. S. Txernikh                                         |
| (2498) Tsesevich       | 1977 QM3               | 23 d'agost del 1977     | N. S. Txernikh                                         |
| (2499) Brunk           | 1978 VJ7               | 7 de novembre del 1978  | E. F. Helin, S. J. Bus                                 |
| (2500) Alascattalo     | 1926 GC                | 2 d'abril del 1926      | K. Reinmuth                                            |

## 2501–2600
| Nom                   | Designació provisional | Data de descobriment    | Descobridor/s               |
| --------------------- | ---------------------- | ----------------------- | --------------------------- |
| (2501) Lohja          | 1942 GD                | 14 d'abril del 1942     | L. Oterma                   |
| (2502) Nummela        | 1943 EO                | 3 de març del 1943      | Y. Väisälä                  |
| (2503) Liaoning       | 1965 UB1               | 16 d'octubre del 1965   | Purple Mountain Observatory |
| (2504) Gaviola        | 1967 JO                | 6 de maig del 1967      | C. U. Cesco, A. R. Klemola  |
| (2505) Hebei          | 1975 UJ                | 31 d'octubre del 1975   | Purple Mountain Observatory |
| (2506) Pirogov        | 1976 QG1               | 26 d'agost del 1976     | N. S. Txernikh              |
| (2507) Bobone         | 1976 WB1               | 18 de novembre del 1976 | Felix Aguilar Observatory   |
| (2508) Alupka         | 1977 ET1               | 13 de març del 1977     | N. S. Txernikh              |
| (2509) Chukotka       | 1977 NG                | 14 de juliol del 1977   | N. S. Txernikh              |
| (2510) Shandong       | 1979 TH                | 10 d'octubre del 1979   | Purple Mountain Observatory |
| (2511) Patterson      | 1980 LM                | 11 de juny del 1980     | C. S. Shoemaker             |
| (2512) Tavastia       | 1940 GG                | 3 d'abril del 1940      | Y. Väisälä                  |
| (2513) Baetslé        | 1950 SH                | 19 de setembre del 1950 | S. J. Arend                 |
| (2514) Taiyuan        | 1964 TA1               | 8 d'octubre del 1964    | Purple Mountain Observatory |
| (2515) Gansu          | 1964 TX1               | 9 d'octubre del 1964    | Purple Mountain Observatory |
| (2516) Roman          | 1964 VY                | 6 de novembre del 1964  | Universitat d'Indiana       |
| (2517) Orma           | 1968 SB                | 28 de setembre del 1968 | P. Wild                     |
| (2518) Rutllant       | 1974 FG                | 22 de març del 1974     | C. Torres                   |
| (2519) Annagerman     | 1975 VD2               | 2 de novembre del 1975  | T. M. Smirnova              |
| (2520) Novorossijsk   | 1976 QF1               | 26 d'agost del 1976     | N. S. Txernikh              |
| (2521) Heidi          | 1979 DK                | 28 de febrer del 1979   | P. Wild                     |
| (2522) Triglav        | 1980 PP                | 6 d'agost del 1980      | Z. Vávrová                  |
| (2523) Ryba           | 1980 PV                | 6 d'agost del 1980      | Z. Vávrová                  |
| (2524) Budovicium     | 1981 QB1               | 28 d'agost del 1981     | Z. Vávrová                  |
| (2525) O'Steen        | 1981 VG                | 2 de novembre del 1981  | B. A. Skiff                 |
| (2526) Alisary        | 1979 KX                | 19 de maig del 1979     | R. M. West                  |
| (2527) Gregory        | 1981 RE                | 3 de setembre del 1981  | N. G. Thomas                |
| (2528) Mohler         | 1953 TF1               | 8 d'octubre del 1953    | Universitat d'Indiana       |
| (2529) Rockwell Kent  | 1977 QL2               | 21 d'agost del 1977     | N. S. Txernikh              |
| (2530) Shipka         | 1978 NC3               | 9 de juliol del 1978    | L. I. Txernikh              |
| (2531) Cambridge      | 1980 LD                | 11 de juny del 1980     | E. Bowell                   |
| (2532) Sutton         | 1980 TU5               | 9 d'octubre del 1980    | C. S. Shoemaker             |
| (2533) Fechtig        | A905 VA                | 3 de novembre del 1905  | M. F. Wolf                  |
| (2534) Houzeau        | 1931 VD                | 2 de novembre del 1931  | E. Delporte                 |
| (2535) Hämeenlinna    | 1939 DH                | 17 de febrer del 1939   | Y. Väisälä                  |
| (2536) Kozyrev        | 1939 PJ                | 15 d'agost del 1939     | G. N. Neujmin               |
| (2537) Gilmore        | 1951 RL                | 4 de setembre del 1951  | K. Reinmuth                 |
| (2538) Vanderlinden   | 1954 UD                | 30 d'octubre del 1954   | S. J. Arend                 |
| (2539) Ningxia        | 1964 TS2               | 8 d'octubre del 1964    | Purple Mountain Observatory |
| (2540) Blok           | 1971 TH2               | 13 d'octubre del 1971   | L. I. Txernikh              |
| (2541) Edebono        | 1973 DE                | 27 de febrer del 1973   | L. Kohoutek                 |
| (2542) Calpurnia      | 1980 CF                | 11 de febrer del 1980   | E. Bowell                   |
| (2543) Machado        | 1980 LJ                | 1 de juny del 1980      | H. Debehogne                |
| (2544) Gubarev        | 1980 PS                | 6 d'agost del 1980      | Z. Vávrová                  |
| (2545) Verbiest       | 1933 BB                | 26 de gener del 1933    | E. Delporte                 |
| (2546) Libitina       | 1950 FC                | 23 de març del 1950     | E. L. Johnson               |
| (2547) Hubei          | 1964 TC2               | 9 d'octubre del 1964    | Purple Mountain Observatory |
| (2548) Leloir         | 1975 DA                | 16 de febrer del 1975   | Felix Aguilar Observatory   |
| (2549) Baker          | 1976 UB                | 23 d'octubre del 1976   | Harvard Observatory         |
| (2550) Houssay        | 1976 UP20              | 21 d'octubre del 1976   | Felix Aguilar Observatory   |
| (2551) Decabrina      | 1976 YX1               | 16 de desembre del 1976 | L. I. Txernikh              |
| (2552) Remek          | 1978 SP                | 24 de setembre del 1978 | A. Mrkos                    |
| (2553) Viljev         | 1979 FS2               | 29 de març del 1979     | N. S. Txernikh              |
| (2554) Skiff          | 1980 OB                | 17 de juliol del 1980   | E. Bowell                   |
| (2555) Thomas         | 1980 OC                | 17 de juliol del 1980   | E. Bowell                   |
| (2556) Louise         | 1981 CS                | 8 de febrer del 1981    | N. G. Thomas                |
| (2557) Putnam         | 1981 SL1               | 26 de setembre del 1981 | B. A. Skiff, N. G. Thomas   |
| (2558) Viv            | 1981 SP1               | 26 de setembre del 1981 | N. G. Thomas                |
| (2559) Svoboda        | 1981 UH                | 23 d'octubre del 1981   | A. Mrkos                    |
| (2560) Siegma         | 1932 CW                | 14 de febrer del 1932   | K. Reinmuth                 |
| (2561) Margolin       | 1969 TK2               | 8 d'octubre del 1969    | L. I. Txernikh              |
| (2562) Chaliapin      | 1973 FF1               | 27 de març del 1973     | L. V. Zhuravleva            |
| (2563) Boyarchuk      | 1977 FZ                | 22 de març del 1977     | N. S. Txernikh              |
| (2564) Kayala         | 1977 QX                | 19 d'agost del 1977     | N. S. Txernikh              |
| (2565) Grögler        | 1977 TB1               | 12 d'octubre del 1977   | P. Wild                     |
| (2566) Kirghizia      | 1979 FR2               | 29 de març del 1979     | N. S. Txernikh              |
| (2567) Elba           | 1979 KA                | 19 de maig del 1979     | O. Pizarro, G. Pizarro      |
| (2568) Maksutov       | 1980 GH                | 13 d'abril del 1980     | Z. Vávrová                  |
| (2569) Madeline       | 1980 MA                | 18 de juny del 1980     | E. Bowell                   |
| (2570) Porphyro       | 1980 PG                | 6 d'agost del 1980      | E. Bowell                   |
| (2571) Geisei         | 1981 UC                | 23 d'octubre del 1981   | T. Seki                     |
| (2572) Annschnell     | 1950 DL                | 17 de febrer del 1950   | K. Reinmuth                 |
| (2573) Hannu Olavi    | 1953 EN                | 10 de març del 1953     | H. Alikoski                 |
| (2574) Ladoga         | 1968 UP                | 22 d'octubre del 1968   | T. M. Smirnova              |
| (2575) Bulgaria       | 1970 PL                | 4 d'agost del 1970      | T. M. Smirnova              |
| (2576) Yesenin        | 1974 QL                | 17 d'agost del 1974     | L. V. Zhuravleva            |
| (2577) Litva          | 1975 EE3               | 12 de març del 1975     | N. S. Txernikh              |
| (2578) Saint-Exupéry  | 1975 VW3               | 2 de novembre del 1975  | T. M. Smirnova              |
| (2579) Spartacus      | 1977 PA2               | 14 d'agost del 1977     | N. S. Txernikh              |
| (2580) Smilevskia     | 1977 QP4               | 18 d'agost del 1977     | N. S. Txernikh              |
| (2581) Radegast       | 1980 VX                | 11 de novembre del 1980 | Z. Vávrová                  |
| (2582) Harimaya-Bashi | 1981 SA                | 26 de setembre del 1981 | T. Seki                     |
| (2583) Fatyanov       | 1975 XA3               | 3 de desembre del 1975  | T. M. Smirnova              |
| (2584) Turkmenia      | 1979 FG2               | 23 de març del 1979     | N. S. Txernikh              |
| (2585) Irpedina       | 1979 OJ15              | 21 de juliol del 1979   | N. S. Txernikh              |
| (2586) Matson         | 1980 LO                | 11 de juny del 1980     | C. S. Shoemaker             |
| (2587) Gardner        | 1980 OH                | 17 de juliol del 1980   | E. Bowell                   |
| (2588) Flavia         | 1981 VQ                | 2 de novembre del 1981  | B. A. Skiff                 |
| (2589) Daniel         | 1979 QU2               | 22 d'agost del 1979     | C.-I. Lagerkvist            |
| (2590) Mourão         | 1980 KJ                | 22 de maig del 1980     | H. Debehogne                |
| (2591) Dworetsky      | 1949 PS                | 2 d'agost del 1949      | K. Reinmuth                 |
| (2592) Hunan          | 1966 BW                | 30 de gener del 1966    | Purple Mountain Observatory |
| (2593) Buryatia       | 1976 GB8               | 2 d'abril del 1976      | N. S. Txernikh              |
| (2594) Acamas         | 1978 TB                | 4 d'octubre del 1978    | C. T. Kowal                 |
| (2595) Gudiachvili    | 1979 KL                | 19 de maig del 1979     | R. M. West                  |
| (2596) Vainu Bappu    | 1979 KN                | 19 de maig del 1979     | R. M. West                  |
| (2597) Arthur         | 1980 PN                | 8 d'agost del 1980      | E. Bowell                   |
| (2598) Merlin         | 1980 RY                | 7 de setembre del 1980  | E. Bowell                   |
| (2599) Veselí         | 1980 SO                | 29 de setembre del 1980 | Z. Vávrová                  |
| (2600) Lumme          | 1980 VP                | 9 de novembre del 1980  | E. Bowell                   |

## 2601–2700
| Nom                   | Designació provisional | Data de descobriment    | Descobridor/s                                          |
| --------------------- | ---------------------- | ----------------------- | ------------------------------------------------------ |
| (2601) Bologna        | 1980 XA                | 8 de desembre del 1980  | Osservatorio San Vittore                               |
| (2602) Moore          | 1982 BR                | 24 de gener del 1982    | E. Bowell                                              |
| (2603) Taylor         | 1982 BW1               | 30 de gener del 1982    | E. Bowell                                              |
| (2604) Marshak        | 1972 LD1               | 13 de juny del 1972     | T. M. Smirnova                                         |
| (2605) Sahade         | 1974 QA                | 16 d'agost del 1974     | Felix Aguilar Observatory                              |
| (2606) Odessa         | 1976 GX2               | 1 d'abril del 1976      | N. S. Txernikh                                         |
| (2607) Yakutia        | 1977 NR                | 14 de juliol del 1977   | N. S. Txernikh                                         |
| (2608) Seneca         | 1978 DA                | 17 de febrer del 1978   | H.-E. Schuster                                         |
| (2609) Kiril-Metodi   | 1978 PB4               | 9 d'agost del 1978      | N. S. Txernikh, L. I. Txernikh                         |
| (2610) Tuva           | 1978 RO1               | 5 de setembre del 1978  | N. S. Txernikh                                         |
| (2611) Boyce          | 1978 VQ5               | 7 de novembre del 1978  | E. F. Helin, S. J. Bus                                 |
| (2612) Kathryn        | 1979 DE                | 28 de febrer del 1979   | N. G. Thomas                                           |
| (2613) Plzeň          | 1979 QE                | 30 d'agost del 1979     | Ladislav Brožek                                        |
| (2614) Torrence       | 1980 LP                | 11 de juny del 1980     | C. S. Shoemaker                                        |
| (2615) Saito          | 1951 RJ                | 4 de setembre del 1951  | K. Reinmuth                                            |
| (2616) Lesya          | 1970 QV                | 28 d'agost del 1970     | T. M. Smirnova                                         |
| (2617) Jiangxi        | 1975 WO1               | 26 de novembre del 1975 | Purple Mountain Observatory                            |
| (2618) Coonabarabran  | 1979 MX2               | 25 de juny del 1979     | E. F. Helin, S. J. Bus                                 |
| (2619) Skalnaté Pleso | 1979 MZ3               | 25 de juny del 1979     | E. F. Helin, S. J. Bus                                 |
| (2620) Santana        | 1980 TN                | 3 d'octubre del 1980    | Z. Vávrová                                             |
| (2621) Goto           | 1981 CA                | 9 de febrer del 1981    | T. Seki                                                |
| (2622) Bolzano        | 1981 CM                | 9 de febrer del 1981    | Ladislav Brožek                                        |
| (2623) Zech           | A919 SA                | 22 de setembre del 1919 | K. Reinmuth                                            |
| (2624) Samitchell     | 1962 RE                | 7 de setembre del 1962  | Universitat d'Indiana                                  |
| (2625) Jack London    | 1976 JQ2               | 2 de maig del 1976      | N. S. Txernikh                                         |
| (2626) Belnika        | 1978 PP2               | 8 d'agost del 1978      | N. S. Txernikh                                         |
| (2627) Churyumov      | 1978 PP3               | 8 d'agost del 1978      | N. S. Txernikh                                         |
| (2628) Kopal          | 1979 MS8               | 25 de juny del 1979     | E. F. Helin, S. J. Bus                                 |
| (2629) Rudra          | 1980 RB1               | 13 de setembre del 1980 | C. T. Kowal                                            |
| (2630) Hermod         | 1980 TF3               | 14 d'octubre del 1980   | Haute Provence                                         |
| (2631) Zhejiang       | 1980 TY5               | 7 d'octubre del 1980    | Purple Mountain Observatory                            |
| (2632) Guizhou        | 1980 VJ1               | 6 de novembre del 1980  | Purple Mountain Observatory                            |
| (2633) Bishop         | 1981 WR1               | 24 de novembre del 1981 | E. Bowell                                              |
| (2634) James Bradley  | 1982 DL                | 21 de febrer del 1982   | E. Bowell                                              |
| (2635) Huggins        | 1982 DS                | 21 de febrer del 1982   | E. Bowell                                              |
| (2636) Lassell        | 1982 DZ                | 20 de febrer del 1982   | E. Bowell                                              |
| (2637) Bobrovnikoff   | A919 SB                | 22 de setembre del 1919 | K. Reinmuth                                            |
| (2638) Gadolin        | 1939 SG                | 19 de setembre del 1939 | Y. Väisälä                                             |
| (2639) Planman        | 1940 GN                | 9 d'abril del 1940      | Y. Väisälä                                             |
| (2640) Hällström      | 1941 FN                | 18 de març del 1941     | L. Oterma                                              |
| (2641) Lipschutz      | 1949 GJ                | 4 d'abril del 1949      | Universitat d'Indiana                                  |
| (2642) Vésale         | 1961 RA                | 14 de setembre del 1961 | S. J. Arend                                            |
| (2643) Bernhard       | 1973 SD                | 19 de setembre del 1973 | T. Gehrels                                             |
| (2644) Victor Jara    | 1973 SO2               | 22 de setembre del 1973 | N. S. Txernikh                                         |
| (2645) Daphne Plane   | 1976 QD                | 30 d'agost del 1976     | E. F. Helin                                            |
| (2646) Abetti         | 1977 EC1               | 13 de març del 1977     | N. S. Txernikh                                         |
| (2647) Sova           | 1980 SP                | 29 de setembre del 1980 | Z. Vávrová                                             |
| (2648) Owa            | 1980 VJ                | 8 de novembre del 1980  | E. Bowell                                              |
| (2649) Oongaq         | 1980 WA                | 29 de novembre del 1980 | E. Bowell                                              |
| (2650) Elinor         | 1931 EG                | 14 de març del 1931     | M. F. Wolf                                             |
| (2651) Karen          | 1949 QD                | 28 d'agost del 1949     | E. L. Johnson                                          |
| (2652) Yabuuti        | 1953 GM                | 7 d'abril del 1953      | K. Reinmuth                                            |
| (2653) Principia      | 1964 VP                | 4 de novembre del 1964  | Universitat d'Indiana                                  |
| (2654) Ristenpart     | 1968 OG                | 18 de juliol del 1968   | C. Torres, S. Cofre                                    |
| (2655) Guangxi        | 1974 XX                | 14 de desembre del 1974 | Purple Mountain Observatory                            |
| (2656) Evenkia        | 1979 HD5               | 25 d'abril del 1979     | N. S. Txernikh                                         |
| (2657) Bashkiria      | 1979 SB7               | 23 de setembre del 1979 | N. S. Txernikh                                         |
| (2658) Gingerich      | 1980 CK                | 13 de febrer del 1980   | Harvard Observatory                                    |
| (2659) Millis         | 1981 JX                | 5 de maig del 1981      | E. Bowell                                              |
| (2660) Wasserman      | 1982 FG                | 21 de març del 1982     | E. Bowell                                              |
| (2661) Bydžovský      | 1982 FC1               | 23 de març del 1982     | Z. Vávrová                                             |
| (2662) Kandinsky      | 4021 P-L               | 24 de setembre del 1960 | C. J. van Houten, I. van Houten-Groeneveld, T. Gehrels |
| (2663) Miltiades      | 6561 P-L               | 24 de setembre del 1960 | C. J. van Houten, I. van Houten-Groeneveld, T. Gehrels |
| (2664) Everhart       | 1934 RR                | 7 de setembre del 1934  | K. Reinmuth                                            |
| (2665) Schrutka       | 1938 DW1               | 24 de febrer del 1938   | A. Bohrmann                                            |
| (2666) Gramme         | 1951 TA                | 8 d'octubre del 1951    | S. J. Arend                                            |
| (2667) Oikawa         | 1967 UO                | 30 d'octubre del 1967   | L. Kohoutek                                            |
| (2668) Tataria        | 1976 QV                | 26 d'agost del 1976     | N. S. Txernikh                                         |
| (2669) Shostakovich   | 1976 YQ2               | 16 de desembre del 1976 | L. I. Txernikh                                         |
| (2670) Chuvashia      | 1977 PW1               | 14 d'agost del 1977     | N. S. Txernikh                                         |
| (2671) Abkhazia       | 1977 QR2               | 21 d'agost del 1977     | N. S. Txernikh                                         |
| (2672) Písek          | 1979 KC                | 31 de maig del 1979     | J. Květoň                                              |
| (2673) Lossignol      | 1980 KN                | 22 de maig del 1980     | H. Debehogne                                           |
| (2674) Pandarus       | 1982 BC3               | 27 de gener del 1982    | Oak Ridge Observatory                                  |
| (2675) Tolkien        | 1982 GB                | 14 d'abril del 1982     | M. Watt                                                |
| (2676) Aarhus         | 1933 QV                | 25 d'agost del 1933     | K. Reinmuth                                            |
| (2677) Joan           | 1935 FF                | 25 de març del 1935     | M. Laugier                                             |
| (2678) Aavasaksa      | 1938 DF1               | 24 de febrer del 1938   | Y. Väisälä                                             |
| (2679) Kittisvaara    | 1939 TG                | 7 d'octubre del 1939    | Y. Väisälä                                             |
| (2680) Mateo          | 1975 NF                | 1 de juliol del 1975    | Felix Aguilar Observatory                              |
| (2681) Ostrovskij     | 1975 VF2               | 2 de novembre del 1975  | T. M. Smirnova                                         |
| (2682) Soromundi      | 1979 MF4               | 25 de juny del 1979     | E. F. Helin, S. J. Bus                                 |
| (2683) Brian          | 1981 AD1               | 10 de gener del 1981    | N. G. Thomas                                           |
| (2684) Douglas        | 1981 AH1               | 3 de gener del 1981     | N. G. Thomas                                           |
| (2685) Masursky       | 1981 JN                | 3 de maig del 1981      | E. Bowell                                              |
| (2686) Linda Susan    | 1981 JW1               | 5 de maig del 1981      | C. S. Shoemaker                                        |
| (2687) Tortali        | 1982 HG                | 18 d'abril del 1982     | M. Watt                                                |
| (2688) Halley         | 1982 HG1               | 25 d'abril del 1982     | E. Bowell                                              |
| (2689) Bruxelles      | 1935 CF                | 3 de febrer del 1935    | S. J. Arend                                            |
| (2690) Ristiina       | 1938 DG1               | 24 de febrer del 1938   | Y. Väisälä                                             |
| (2691) Sersic         | 1974 KB                | 18 de maig del 1974     | Felix Aguilar Observatory                              |
| (2692) Chkalov        | 1976 YT3               | 16 de desembre del 1976 | L. I. Txernikh                                         |
| (2693) Yan'an         | 1977 VM1               | 3 de novembre del 1977  | Purple Mountain Observatory                            |
| (2694) Pino Torinese  | 1979 QL1               | 22 d'agost del 1979     | C.-I. Lagerkvist                                       |
| (2695) Christabel     | 1979 UE                | 17 d'octubre del 1979   | E. Bowell                                              |
| (2696) Magion         | 1980 HB                | 16 d'abril del 1980     | Ladislav Brožek                                        |
| (2697) Albina         | 1969 TC3               | 9 d'octubre del 1969    | B. A. Burnasheva                                       |
| (2698) Azerbajdzhan   | 1971 TZ                | 11 d'octubre del 1971   | Crimean Astrophysical Observatory                      |
| (2699) Kalinin        | 1976 YX                | 16 de desembre del 1976 | L. I. Txernikh                                         |
| (2700) Baikonur       | 1976 YP7               | 20 de desembre del 1976 | N. S. Txernikh                                         |

## 2701–2800
| Nom                    | Designació provisional | Data de descobriment    | Descobridor/s                                          |
| ---------------------- | ---------------------- | ----------------------- | ------------------------------------------------------ |
| (2701) Cherson         | 1978 RT                | 1 de setembre del 1978  | N. S. Txernikh                                         |
| (2702) Batrakov        | 1978 SZ2               | 26 de setembre del 1978 | L. V. Zhuravleva                                       |
| (2703) Rodari          | 1979 FT2               | 29 de març del 1979     | N. S. Txernikh                                         |
| (2704) Julian Loewe    | 1979 MR4               | 25 de juny del 1979     | E. F. Helin, S. J. Bus                                 |
| (2705) Wu              | 1980 TD4               | 9 d'octubre del 1980    | C. S. Shoemaker                                        |
| (2706) Borovský        | 1980 VW                | 11 de novembre del 1980 | Z. Vávrová                                             |
| (2707) Ueferji         | 1981 QS3               | 28 d'agost del 1981     | H. Debehogne                                           |
| (2708) Burns           | 1981 WT                | 24 de novembre del 1981 | E. Bowell                                              |
| (2709) Sagan           | 1982 FH                | 21 de març del 1982     | E. Bowell                                              |
| (2710) Veverka         | 1982 FQ                | 23 de març del 1982     | E. Bowell                                              |
| (2711) Aleksandrov     | 1978 QB2               | 31 d'agost del 1978     | N. S. Txernikh                                         |
| (2712) Keaton          | 1937 YD                | 29 de desembre del 1937 | G. Kulin                                               |
| (2713) Luxembourg      | 1938 EA                | 19 de febrer del 1938   | E. Delporte                                            |
| (2714) Matti           | 1938 GC                | 5 d'abril del 1938      | H. Alikoski                                            |
| (2715) Mielikki        | 1938 US                | 22 d'octubre del 1938   | Y. Väisälä                                             |
| (2716) Tuulikki        | 1939 TM                | 7 d'octubre del 1939    | Y. Väisälä                                             |
| (2717) Tellervo        | 1940 WJ                | 29 de novembre del 1940 | L. Oterma                                              |
| (2718) Handley         | 1951 OM                | 30 de juliol del 1951   | E. L. Johnson                                          |
| (2719) Suzhou          | 1965 SU                | 22 de setembre del 1965 | Purple Mountain Observatory                            |
| (2720) Pyotr Pervyj    | 1972 RV3               | 6 de setembre del 1972  | L. V. Zhuravleva                                       |
| (2721) Vsekhsvyatskij  | 1973 SP2               | 22 de setembre del 1973 | N. S. Txernikh                                         |
| (2722) Abalakin        | 1976 GM2               | 1 d'abril del 1976      | N. S. Txernikh                                         |
| (2723) Gorshkov        | 1978 QL2               | 31 d'agost del 1978     | N. S. Txernikh                                         |
| (2724) Orlov           | 1978 RZ5               | 13 de setembre del 1978 | N. S. Txernikh                                         |
| (2725) David Bender    | 1978 VG3               | 7 de novembre del 1978  | E. F. Helin, S. J. Bus                                 |
| (2726) Kotelnikov      | 1979 SE9               | 22 de setembre del 1979 | N. S. Txernikh                                         |
| (2727) Paton           | 1979 SO9               | 22 de setembre del 1979 | N. S. Txernikh                                         |
| (2728) Yatskiv         | 1979 ST9               | 22 de setembre del 1979 | N. S. Txernikh                                         |
| (2729) Urumqi          | 1979 UA2               | 18 d'octubre del 1979   | Purple Mountain Observatory                            |
| (2730) Barks           | 1981 QH                | 30 d'agost del 1981     | E. Bowell                                              |
| (2731) Cucula          | 1982 KJ                | 21 de maig del 1982     | P. Wild                                                |
| (2732) Witt            | 1926 FG                | 19 de març del 1926     | M. F. Wolf                                             |
| (2733) Hamina          | 1938 DQ                | 22 de febrer del 1938   | Y. Väisälä                                             |
| (2734) Hašek           | 1976 GJ3               | 1 d'abril del 1976      | N. S. Txernikh                                         |
| (2735) Ellen           | 1977 RB                | 13 de setembre del 1977 | S. J. Bus, T. R. Lauer                                 |
| (2736) Ops             | 1979 OC                | 23 de juliol del 1979   | E. Bowell                                              |
| (2737) Kotka           | 1938 DU                | 22 de febrer del 1938   | Y. Väisälä                                             |
| (2738) Viracocha       | 1940 EC                | 12 de març del 1940     | G. Kulin                                               |
| (2739) Taguacipa       | 1952 UZ1               | 17 d'octubre del 1952   | J. L. Brady                                            |
| (2740) Tsoj            | 1974 SY4               | 26 de setembre del 1974 | L. V. Zhuravleva                                       |
| (2741) Valdivia        | 1975 XG                | 1 de desembre del 1975  | C. Torres, S. Barros                                   |
| (2742) Gibson          | 1981 JG3               | 6 de maig del 1981      | C. S. Shoemaker                                        |
| (2743) Chengdu         | 1965 WR                | 21 de novembre del 1965 | Purple Mountain Observatory                            |
| (2744) Birgitta        | 1975 RB                | 4 de setembre del 1975  | C.-I. Lagerkvist                                       |
| (2745) San Martin      | 1976 SR10              | 25 de setembre del 1976 | Felix Aguilar Observatory                              |
| (2746) Hissao          | 1979 SJ9               | 22 de setembre del 1979 | N. S. Txernikh                                         |
| (2747) Český Krumlov   | 1980 DW                | 19 de febrer del 1980   | A. Mrkos                                               |
| (2748) Patrick Gene    | 1981 JF2               | 5 de maig del 1981      | C. S. Shoemaker                                        |
| (2749) Walterhorn      | 1937 TD                | 11 d'octubre del 1937   | K. Reinmuth                                            |
| (2750) Loviisa         | 1940 YK                | 30 de desembre del 1940 | Y. Väisälä                                             |
| (2751) Campbell        | 1962 RP                | 7 de setembre del 1962  | Universitat d'Indiana                                  |
| (2752) Wu Chien-Shiung | 1965 SP                | 20 de setembre del 1965 | Purple Mountain Observatory                            |
| (2753) Duncan          | 1966 DH                | 18 de febrer del 1966   | Universitat d'Indiana                                  |
| (2754) Efimov          | 1966 PD                | 13 d'agost del 1966     | T. M. Smirnova                                         |
| (2755) Avicenna        | 1973 SJ4               | 26 de setembre del 1973 | L. I. Txernikh                                         |
| (2756) Dzhangar        | 1974 SG1               | 19 de setembre del 1974 | L. I. Txernikh                                         |
| (2757) Crisser         | 1977 VN                | 11 de novembre del 1977 | S. Barros                                              |
| (2758) Cordelia        | 1978 RF                | 1 de setembre del 1978  | N. S. Txernikh                                         |
| (2759) Idomeneus       | 1980 GC                | 14 d'abril del 1980     | E. Bowell                                              |
| (2760) Kacha           | 1980 TU6               | 8 d'octubre del 1980    | L. V. Zhuravleva                                       |
| (2761) Eddington       | 1981 AE                | 1 de gener del 1981     | E. Bowell                                              |
| (2762) Fowler          | 1981 AT                | 14 de gener del 1981    | E. Bowell                                              |
| (2763) Jeans           | 1982 OG                | 24 de juliol del 1982   | E. Bowell                                              |
| (2764) Moeller         | 1981 CN                | 8 de febrer del 1981    | N. G. Thomas                                           |
| (2765) Dinant          | 1981 EY                | 4 de març del 1981      | H. Debehogne, G. DeSanctis                             |
| (2766) Leeuwenhoek     | 1982 FE1               | 23 de març del 1982     | Z. Vávrová                                             |
| (2767) Takenouchi      | 1967 UM                | 30 d'octubre del 1967   | L. Kohoutek                                            |
| (2768) Gorky           | 1972 RX3               | 6 de setembre del 1972  | L. V. Zhuravleva                                       |
| 2769 Mendeléiev        | 1976 GZ2               | 1 d'abril del 1976      | N. S. Txernikh                                         |
| (2770) Tsvet           | 1977 SM1               | 19 de setembre del 1977 | N. S. Txernikh                                         |
| (2771) Polzunov        | 1978 SP7               | 26 de setembre del 1978 | L. V. Zhuravleva                                       |
| (2772) Dugan           | 1979 XE                | 14 de desembre del 1979 | E. Bowell                                              |
| (2773) Brooks          | 1981 JZ2               | 6 de maig del 1981      | C. S. Shoemaker                                        |
| (2774) Tenojoki        | 1942 TJ                | 3 d'octubre del 1942    | L. Oterma                                              |
| (2775) Odishaw         | 1953 TX2               | 14 d'octubre del 1953   | Universitat d'Indiana                                  |
| (2776) Baikal          | 1976 SZ7               | 25 de setembre del 1976 | N. S. Txernikh                                         |
| (2777) Shukshin        | 1979 SY11              | 24 de setembre del 1979 | N. S. Txernikh                                         |
| (2778) Tangshan        | 1979 XP                | 14 de desembre del 1979 | Purple Mountain Observatory                            |
| (2779) Mary            | 1981 CX                | 6 de febrer del 1981    | N. G. Thomas                                           |
| (2780) Monnig          | 1981 DO2               | 28 de febrer del 1981   | S. J. Bus                                              |
| (2781) Kleczek         | 1982 QH                | 19 d'agost del 1982     | Z. Vávrová                                             |
| (2782) Leonidas        | 2605 P-L               | 24 de setembre del 1960 | C. J. van Houten, I. van Houten-Groeneveld, T. Gehrels |
| (2783) Chernyshevskij  | 1974 RA2               | 14 de setembre del 1974 | N. S. Txernikh                                         |
| 2784 Domeyko           | 1975 GA                | 15 d'abril del 1975     | C. Torres                                              |
| (2785) Sedov           | 1978 QN2               | 31 d'agost del 1978     | N. S. Txernikh                                         |
| (2786) Grinevia        | 1978 RR5               | 6 de setembre del 1978  | N. S. Txernikh                                         |
| (2787) Tovarishch      | 1978 RC6               | 13 de setembre del 1978 | N. S. Txernikh                                         |
| (2788) Andenne         | 1981 EL                | 1 de març del 1981      | H. Debehogne, G. DeSanctis                             |
| (2789) Foshan          | 1956 XA                | 6 de desembre del 1956  | Purple Mountain Observatory                            |
| (2790) Needham         | 1965 UU1               | 19 d'octubre del 1965   | Purple Mountain Observatory                            |
| (2791) Paradise        | 1977 CA                | 13 de febrer del 1977   | S. J. Bus                                              |
| (2792) Ponomarev       | 1977 EY1               | 13 de març del 1977     | N. S. Txernikh                                         |
| (2793) Valdaj          | 1977 QV                | 19 d'agost del 1977     | N. S. Txernikh                                         |
| (2794) Kulik           | 1978 PS3               | 8 d'agost del 1978      | N. S. Txernikh                                         |
| (2795) Lepage          | 1979 YM                | 16 de desembre del 1979 | H. Debehogne, E. R. Netto                              |
| (2796) Kron            | 1980 EC                | 13 de març del 1980     | E. Bowell                                              |
| (2797) Teucer          | 1981 LK                | 4 de juny del 1981      | E. Bowell                                              |
| (2798) Vergilius       | 2009 P-L               | 24 de setembre del 1960 | C. J. van Houten, I. van Houten-Groeneveld, T. Gehrels |
| (2799) Justus          | 3071 P-L               | 25 de setembre del 1960 | C. J. van Houten, I. van Houten-Groeneveld, T. Gehrels |
| (2800) Ovidius         | 4585 P-L               | 24 de setembre del 1960 | C. J. van Houten, I. van Houten-Groeneveld, T. Gehrels |

## 2801–2900
| Nom                   | Designació provisional | Data de descobriment    | Descobridor/s                                          |
| --------------------- | ---------------------- | ----------------------- | ------------------------------------------------------ |
| (2801) Huygens        | 1935 SU1               | 28 de setembre del 1935 | H. van Gent                                            |
| (2802) Weisell        | 1939 BU                | 19 de gener del 1939    | Y. Väisälä                                             |
| (2803) Vilho          | 1940 WG                | 29 de novembre del 1940 | L. Oterma                                              |
| (2804) Yrjö           | 1941 HF                | 19 d'abril del 1941     | L. Oterma                                              |
| (2805) Kalle          | 1941 UM                | 15 d'octubre del 1941   | L. Oterma                                              |
| (2806) Graz           | 1953 GG                | 7 d'abril del 1953      | K. Reinmuth                                            |
| (2807) Karl Marx      | 1969 TH6               | 15 d'octubre del 1969   | L. I. Txernikh                                         |
| (2808) Belgrano       | 1976 HS                | 23 d'abril del 1976     | Felix Aguilar Observatory                              |
| (2809) Vernadskij     | 1978 QW2               | 31 d'agost del 1978     | N. S. Txernikh                                         |
| (2810) Lev Tolstoj    | 1978 RU5               | 13 de setembre del 1978 | N. S. Txernikh                                         |
| (2811) Střemchoví     | 1980 JA                | 10 de maig del 1980     | A. Mrkos                                               |
| (2812) Scaltriti      | 1981 FN                | 30 de març del 1981     | E. Bowell                                              |
| (2813) Zappalà        | 1981 WZ                | 24 de novembre del 1981 | E. Bowell                                              |
| (2814) Vieira         | 1982 FA3               | 18 de març del 1982     | H. Debehogne                                           |
| (2815) Soma           | 1982 RL                | 15 de setembre del 1982 | E. Bowell                                              |
| (2816) Pien           | 1982 SO                | 22 de setembre del 1982 | E. Bowell                                              |
| (2817) Perec          | 1982 UJ                | 17 d'octubre del 1982   | E. Bowell                                              |
| (2818) Juvenalis      | 2580 P-L               | 24 de setembre del 1960 | C. J. van Houten, I. van Houten-Groeneveld, T. Gehrels |
| (2819) Ensor          | 1933 UR                | 20 d'octubre del 1933   | E. Delporte                                            |
| (2820) Iisalmi        | 1942 RU                | 8 de setembre del 1942  | Y. Väisälä                                             |
| (2821) Slávka         | 1978 SQ                | 24 de setembre del 1978 | Z. Vávrová                                             |
| (2822) Sacajawea      | 1980 EG                | 14 de març del 1980     | E. Bowell                                              |
| (2823) van der Laan   | 2010 P-L               | 24 de setembre del 1960 | C. J. van Houten, I. van Houten-Groeneveld, T. Gehrels |
| (2824) Franke         | 1934 CZ                | 4 de febrer del 1934    | K. Reinmuth                                            |
| (2825) Crosby         | 1938 SD1               | 19 de setembre del 1938 | C. Jackson                                             |
| (2826) Ahti           | 1939 UJ                | 18 d'octubre del 1939   | Y. Väisälä                                             |
| (2827) Vellamo        | 1942 CC                | 11 de febrer del 1942   | L. Oterma                                              |
| (2828) Iku-Turso      | 1942 DL                | 18 de febrer del 1942   | L. Oterma                                              |
| (2829) Bobhope        | 1948 PK                | 9 d'agost del 1948      | E. L. Johnson                                          |
| (2830) Greenwich      | 1980 GA                | 14 d'abril del 1980     | E. Bowell                                              |
| (2831) Stevin         | 1930 SZ                | 17 de setembre del 1930 | H. van Gent                                            |
| (2832) Lada           | 1975 EC1               | 6 de març del 1975      | N. S. Txernikh                                         |
| (2833) Radishchev     | 1978 PC4               | 9 d'agost del 1978      | L. I. Txernikh, N. S. Txernikh                         |
| (2834) Christy Carol  | 1980 TB4               | 9 d'octubre del 1980    | C. S. Shoemaker                                        |
| (2835) Ryoma          | 1982 WF                | 20 de novembre del 1982 | T. Seki                                                |
| (2836) Sobolev        | 1978 YQ                | 22 de desembre del 1978 | N. S. Txernikh                                         |
| (2837) Griboedov      | 1971 TJ2               | 13 d'octubre del 1971   | L. I. Txernikh                                         |
| (2838) Takase         | 1971 UM1               | 26 d'octubre del 1971   | L. Kohoutek                                            |
| (2839) Annette        | 1929 TP                | 5 d'octubre del 1929    | C. W. Tombaugh                                         |
| (2840) Kallavesi      | 1941 UP                | 15 d'octubre del 1941   | L. Oterma                                              |
| (2841) Puijo          | 1943 DM                | 26 de febrer del 1943   | L. Oterma                                              |
| (2842) Unsöld         | 1950 OD                | 25 de juliol del 1950   | Universitat d'Indiana                                  |
| (2843) Yeti           | 1975 XQ                | 7 de desembre del 1975  | P. Wild                                                |
| (2844) Hess           | 1981 JP                | 3 de maig del 1981      | E. Bowell                                              |
| (2845) Franklinken    | 1981 OF                | 26 de juliol del 1981   | E. Bowell                                              |
| (2846) Ylppö          | 1942 CJ                | 12 de febrer del 1942   | L. Oterma                                              |
| (2847) Parvati        | 1959 CC1               | 1 de febrer del 1959    | LONEOS                                                 |
| (2848) ASP            | 1959 VF                | 8 de novembre del 1959  | Universitat d'Indiana                                  |
| (2849) Shklovskij     | 1976 GN3               | 1 d'abril del 1976      | N. S. Txernikh                                         |
| (2850) Mozhaiskij     | 1978 TM7               | 2 d'octubre del 1978    | L. V. Zhuravleva                                       |
| (2851) Harbin         | 1978 UQ2               | 30 d'octubre del 1978   | Purple Mountain Observatory                            |
| (2852) Declercq       | 1981 QU2               | 23 d'agost del 1981     | H. Debehogne                                           |
| (2853) Harvill        | 1963 RG                | 14 de setembre del 1963 | Universitat d'Indiana                                  |
| (2854) Rawson         | 1964 JE                | 6 de maig del 1964      | D. McLeish                                             |
| (2855) Bastian        | 1931 TB2               | 10 d'octubre del 1931   | K. Reinmuth                                            |
| (2856) Röser          | 1933 GB                | 14 d'abril del 1933     | K. Reinmuth                                            |
| (2857) NOT            | 1942 DA                | 17 de febrer del 1942   | L. Oterma                                              |
| (2858) Carlosporter   | 1975 XB                | 1 de desembre del 1975  | C. Torres, S. Barros                                   |
| (2859) Paganini       | 1978 RW1               | 5 de setembre del 1978  | N. S. Txernikh                                         |
| (2860) Pasacentennium | 1978 TA                | 8 d'octubre del 1978    | E. F. Helin                                            |
| (2861) Lambrecht      | 1981 VL2               | 3 de novembre del 1981  | F. Börngen, K. Kirsch                                  |
| (2862) Vavilov        | 1977 JP                | 15 de maig del 1977     | N. S. Txernikh                                         |
| (2863) Ben Mayer      | 1981 QG2               | 30 d'agost del 1981     | E. Bowell                                              |
| (2864) Soderblom      | 1983 AZ                | 12 de gener del 1983    | B. A. Skiff                                            |
| (2865) Laurel         | 1935 OK                | 31 de juliol del 1935   | C. Jackson                                             |
| (2866) Hardy          | 1961 TA                | 7 d'octubre del 1961    | S. J. Arend                                            |
| (2867) Šteins         | 1969 VC                | 4 de novembre del 1969  | N. S. Txernikh                                         |
| (2868) Upupa          | 1972 UA                | 30 d'octubre del 1972   | P. Wild                                                |
| (2869) Nepryadva      | 1980 RM2               | 7 de setembre del 1980  | N. S. Txernikh                                         |
| (2870) Haupt          | 1981 LD                | 4 de juny del 1981      | E. Bowell                                              |
| (2871) Schober        | 1981 QC2               | 30 d'agost del 1981     | E. Bowell                                              |
| (2872) Gentelec       | 1981 RU                | 5 de setembre del 1981  | Oak Ridge Observatory                                  |
| (2873) Binzel         | 1982 FR                | 28 de març del 1982     | E. Bowell                                              |
| (2874) Jim Young      | 1982 TH                | 13 d'octubre del 1982   | E. Bowell                                              |
| (2875) Lagerkvist     | 1983 CL                | 11 de febrer del 1983   | E. Bowell                                              |
| (2876) Aeschylus      | 6558 P-L               | 24 de setembre del 1960 | C. J. van Houten, I. van Houten-Groeneveld, T. Gehrels |
| (2877) Likhachev      | 1969 TR2               | 8 d'octubre del 1969    | L. I. Txernikh                                         |
| (2878) Panacea        | 1980 RX                | 7 de setembre del 1980  | E. Bowell                                              |
| (2879) Shimizu        | 1932 CB1               | 14 de febrer del 1932   | K. Reinmuth                                            |
| (2880) Nihondaira     | 1983 CA                | 8 de febrer del 1983    | T. Seki                                                |
| (2881) Meiden         | 1983 AA1               | 12 de gener del 1983    | B. A. Skiff                                            |
| (2882) Tedesco        | 1981 OG                | 26 de juliol del 1981   | E. Bowell                                              |
| (2883) Barabashov     | 1978 RG6               | 13 de setembre del 1978 | N. S. Txernikh                                         |
| (2884) Reddish        | 1981 ES22              | 2 de març del 1981      | S. J. Bus                                              |
| (2885) Palva          | 1939 TC                | 7 d'octubre del 1939    | Y. Väisälä                                             |
| (2886) Tinkaping      | 1965 YG                | 20 de desembre del 1965 | Purple Mountain Observatory                            |
| (2887) Krinov         | 1977 QD5               | 22 d'agost del 1977     | N. S. Txernikh                                         |
| (2888) Hodgson        | 1982 TO                | 13 d'octubre del 1982   | E. Bowell                                              |
| (2889) Brno           | 1981 WT1               | 17 de novembre del 1981 | A. Mrkos                                               |
| (2890) Vilyujsk       | 1978 SY7               | 26 de setembre del 1978 | L. V. Zhuravleva                                       |
| (2891) McGetchin      | 1980 MD                | 18 de juny del 1980     | C. S. Shoemaker                                        |
| (2892) Filipenko      | 1983 AX2               | 13 de gener del 1983    | L. G. Karachkina                                       |
| (2893) Peiroos        | 1975 QD                | 30 d'agost del 1975     | Felix Aguilar Observatory                              |
| (2894) Kakhovka       | 1978 SH5               | 27 de setembre del 1978 | L. I. Txernikh                                         |
| (2895) Memnon         | 1981 AE1               | 10 de gener del 1981    | N. G. Thomas                                           |
| (2896) Preiss         | 1931 RN                | 15 de setembre del 1931 | K. Reinmuth                                            |
| (2897) Ole Römer      | 1932 CK                | 5 de febrer del 1932    | K. Reinmuth                                            |
| (2898) Neuvo          | 1938 DN                | 20 de febrer del 1938   | Y. Väisälä                                             |
| (2899) Runrun Shaw    | 1964 TR2               | 8 d'octubre del 1964    | Purple Mountain Observatory                            |
| (2900) Luboš Perek    | 1972 AR                | 14 de gener del 1972    | L. Kohoutek                                            |

## 2901–3000
| Nom                 | Designació provisional | Data de descobriment    | Descobridor/s                                          |
| ------------------- | ---------------------- | ----------------------- | ------------------------------------------------------ |
| (2901) Bagehot      | 1973 DP                | 27 de febrer del 1973   | L. Kohoutek                                            |
| (2902) Westerlund   | 1980 FN3               | 16 de març del 1980     | C.-I. Lagerkvist                                       |
| (2903) Zhuhai       | 1981 UV9               | 23 d'octubre del 1981   | Purple Mountain Observatory                            |
| (2904) Millman      | 1981 YB                | 20 de desembre del 1981 | E. Bowell                                              |
| (2905) Plaskett     | 1982 BZ2               | 24 de gener del 1982    | E. Bowell                                              |
| (2906) Caltech      | 1983 AE2               | 13 de gener del 1983    | C. S. Shoemaker                                        |
| (2907) Nekrasov     | 1975 TT2               | 3 d'octubre del 1975    | L. I. Txernikh                                         |
| (2908) Shimoyama    | 1981 WA                | 18 de novembre del 1981 | T. Furuta                                              |
| (2909) Hoshi-no-ie  | 1983 JA                | 9 de maig del 1983      | S. Sei                                                 |
| (2910) Yoshkar-Ola  | 1980 TK13              | 11 d'octubre del 1980   | N. S. Txernikh                                         |
| (2911) Miahelena    | 1938 GJ                | 8 d'abril del 1938      | H. Alikoski                                            |
| (2912) Lapalma      | 1942 DM                | 18 de febrer del 1942   | L. Oterma                                              |
| (2913) Horta        | 1931 TK                | 12 d'octubre del 1931   | E. Delporte                                            |
| (2914) Glärnisch    | 1965 SB                | 19 de setembre del 1965 | P. Wild                                                |
| (2915) Moskvina     | 1977 QY2               | 22 d'agost del 1977     | N. S. Txernikh                                         |
| (2916) Voronveliya  | 1978 PW2               | 8 d'agost del 1978      | N. S. Txernikh                                         |
| (2917) Sawyer Hogg  | 1980 RR                | 2 de setembre del 1980  | E. Bowell                                              |
| (2918) Salazar      | 1980 TU4               | 9 d'octubre del 1980    | C. S. Shoemaker                                        |
| (2919) Dali         | 1981 EX18              | 2 de març del 1981      | S. J. Bus                                              |
| (2920) Automedon    | 1981 JR                | 3 de maig del 1981      | E. Bowell                                              |
| (2921) Sophocles    | 6525 P-L               | 24 de setembre del 1960 | C. J. van Houten, I. van Houten-Groeneveld, T. Gehrels |
| (2922) Dikanʹka     | 1976 GY1               | 1 d'abril del 1976      | N. S. Txernikh                                         |
| (2923) Schuyler     | 1977 DA                | 22 de febrer del 1977   | Harvard Observatory                                    |
| (2924) Mitake-mura  | 1977 DJ2               | 18 de febrer del 1977   | H. Kosai, K. Hurukawa                                  |
| (2925) Beatty       | 1978 VC5               | 7 de novembre del 1978  | E. F. Helin, S. J. Bus                                 |
| (2926) Caldeira     | 1980 KG                | 22 de maig del 1980     | H. Debehogne                                           |
| (2927) Alamosa      | 1981 TM                | 5 d'octubre del 1981    | N. G. Thomas                                           |
| (2928) Epstein      | 1976 GN8               | 5 d'abril del 1976      | Felix Aguilar Observatory                              |
| (2929) Harris       | 1982 BK1               | 24 de gener del 1982    | E. Bowell                                              |
| (2930) Euripides    | 6554 P-L               | 24 de setembre del 1960 | C. J. van Houten, I. van Houten-Groeneveld, T. Gehrels |
| (2931) Mayakovsky   | 1969 UC                | 16 d'octubre del 1969   | L. I. Txernikh                                         |
| (2932) Kempchinsky  | 1980 TK4               | 9 d'octubre del 1980    | C. S. Shoemaker                                        |
| (2933) Amber        | 1983 HN                | 18 d'abril del 1983     | N. G. Thomas                                           |
| (2934) Aristophanes | 4006 P-L               | 25 de setembre del 1960 | C. J. van Houten, I. van Houten-Groeneveld, T. Gehrels |
| (2935) Naerum       | 1976 UU                | 24 d'octubre del 1976   | R. M. West                                             |
| (2936) Nechvíle     | 1979 SF                | 17 de setembre del 1979 | A. Mrkos                                               |
| (2937) Gibbs        | 1980 LA                | 14 de juny del 1980     | E. Bowell                                              |
| (2938) Hopi         | 1980 LB                | 14 de juny del 1980     | E. Bowell                                              |
| (2939) Coconino     | 1982 DP                | 21 de febrer del 1982   | E. Bowell                                              |
| (2940) Bacon        | 3042 P-L               | 24 de setembre del 1960 | C. J. van Houten, I. van Houten-Groeneveld, T. Gehrels |
| (2941) Alden        | 1930 YV                | 24 de desembre del 1930 | C. W. Tombaugh                                         |
| (2942) Cordie       | 1932 BG                | 29 de gener del 1932    | K. Reinmuth                                            |
| (2943) Heinrich     | 1933 QU                | 25 d'agost del 1933     | K. Reinmuth                                            |
| (2944) Peyo         | 1935 QF                | 31 d'agost del 1935     | K. Reinmuth                                            |
| (2945) Zanstra      | 1935 ST1               | 28 de setembre del 1935 | H. van Gent                                            |
| (2946) Muchachos    | 1941 UV                | 15 d'octubre del 1941   | L. Oterma                                              |
| (2947) Kippenhahn   | 1955 QP1               | 22 d'agost del 1955     | I. van Houten-Groeneveld                               |
| (2948) Amosov       | 1969 TD2               | 8 d'octubre del 1969    | L. I. Txernikh                                         |
| (2949) Kaverznev    | 1970 PR                | 9 d'agost del 1970      | Crimean Astrophysical Observatory                      |
| (2950) Rousseau     | 1974 VQ2               | 9 de novembre del 1974  | P. Wild                                                |
| (2951) Perepadin    | 1977 RB8               | 13 de setembre del 1977 | N. S. Txernikh                                         |
| (2952) Lilliputia   | 1979 SF2               | 22 de setembre del 1979 | N. S. Txernikh                                         |
| (2953) Vysheslavia  | 1979 SV11              | 24 de setembre del 1979 | N. S. Txernikh                                         |
| (2954) Delsemme     | 1982 BT1               | 30 de gener del 1982    | E. Bowell                                              |
| (2955) Newburn      | 1982 BX1               | 30 de gener del 1982    | E. Bowell                                              |
| (2956) Yeomans      | 1982 HN1               | 28 d'abril del 1982     | E. Bowell                                              |
| (2957) Tatsuo       | 1934 CB1               | 5 de febrer del 1934    | K. Reinmuth                                            |
| (2958) Arpetito     | 1981 DG                | 28 de febrer del 1981   | H. Debehogne, G. DeSanctis                             |
| (2959) Scholl       | 1983 RE2               | 4 de setembre del 1983  | E. Bowell                                              |
| (2960) Ohtaki       | 1977 DK3               | 18 de febrer del 1977   | H. Kosai, K. Hurukawa                                  |
| (2961) Katsurahama  | 1982 XA                | 7 de desembre del 1982  | T. Seki                                                |
| (2962) Otto         | 1940 YF                | 28 de desembre del 1940 | Y. Väisälä                                             |
| (2963) Chen Jiageng | 1964 VM1               | 9 de novembre del 1964  | Purple Mountain Observatory                            |
| (2964) Jaschek      | 1974 OA1               | 16 de juliol del 1974   | Felix Aguilar Observatory                              |
| (2965) Surikov      | 1975 BX                | 18 de gener del 1975    | L. I. Txernikh                                         |
| (2966) Korsunia     | 1977 EB2               | 13 de març del 1977     | N. S. Txernikh                                         |
| (2967) Vladisvyat   | 1977 SS1               | 19 de setembre del 1977 | N. S. Txernikh                                         |
| (2968) Iliya        | 1978 QJ                | 31 d'agost del 1978     | N. S. Txernikh                                         |
| (2969) Mikula       | 1978 RU1               | 5 de setembre del 1978  | N. S. Txernikh                                         |
| (2970) Pestalozzi   | 1978 UC                | 27 d'octubre del 1978   | P. Wild                                                |
| (2971) Mohr         | 1980 YL                | 30 de desembre del 1980 | A. Mrkos                                               |
| (2972) Niilo        | 1939 TB                | 7 d'octubre del 1939    | Y. Väisälä                                             |
| (2973) Paola        | 1951 AJ                | 10 de gener del 1951    | S. J. Arend                                            |
| (2974) Holden       | 1955 QK                | 23 d'agost del 1955     | Universitat d'Indiana                                  |
| (2975) Spahr        | 1970 AF1               | 8 de gener del 1970     | H. Potter, A. Lokalov                                  |
| (2976) Lautaro      | 1974 HR                | 22 d'abril del 1974     | C. Torres                                              |
| (2977) Chivilikhin  | 1974 SP                | 19 de setembre del 1974 | L. I. Txernikh                                         |
| (2978) Roudebush    | 1978 SR                | 26 de setembre del 1978 | Harvard Observatory                                    |
| (2979) Murmansk     | 1978 TB7               | 2 d'octubre del 1978    | L. V. Zhuravleva                                       |
| (2980) Cameron      | 1981 EU17              | 2 de març del 1981      | S. J. Bus                                              |
| (2981) Chagall      | 1981 EE20              | 2 de març del 1981      | S. J. Bus                                              |
| (2982) Muriel       | 1981 JA3               | 6 de maig del 1981      | C. S. Shoemaker                                        |
| (2983) Poltava      | 1981 RW2               | 2 de setembre del 1981  | N. S. Txernikh                                         |
| (2984) Chaucer      | 1981 YD                | 30 de desembre del 1981 | E. Bowell                                              |
| (2985) Shakespeare  | 1983 TV1               | 12 d'octubre del 1983   | E. Bowell                                              |
| (2986) Mrinalini    | 2525 P-L               | 24 de setembre del 1960 | C. J. van Houten, I. van Houten-Groeneveld, T. Gehrels |
| (2987) Sarabhai     | 4583 P-L               | 24 de setembre del 1960 | C. J. van Houten, I. van Houten-Groeneveld, T. Gehrels |
| (2988) Korhonen     | 1943 EM                | 1 de març del 1943      | L. Oterma                                              |
| (2989) Imago        | 1976 UF1               | 22 d'octubre del 1976   | P. Wild                                                |
| (2990) Trimberger   | 1981 EN27              | 2 de març del 1981      | S. J. Bus                                              |
| 2991 Bilbo          | 1982 HV                | 21 d'abril del 1982     | M. Watt                                                |
| (2992) Vondel       | 2540 P-L               | 24 de setembre del 1960 | C. J. van Houten, I. van Houten-Groeneveld, T. Gehrels |
| (2993) Wendy        | 1970 PA                | 4 d'agost del 1970      | Perth Observatory                                      |
| (2994) Flynn        | 1975 PA                | 14 d'agost del 1975     | Perth Observatory                                      |
| (2995) Taratuta     | 1978 QK                | 31 d'agost del 1978     | N. S. Txernikh                                         |
| (2996) Bowman       | 1954 RJ                | 5 de setembre del 1954  | Universitat d'Indiana                                  |
| (2997) Cabrera      | 1974 MJ                | 17 de juny del 1974     | Felix Aguilar Observatory                              |
| (2998) Berendeya    | 1975 TR3               | 3 d'octubre del 1975    | L. I. Txernikh                                         |
| (2999) Dante        | 1981 CY                | 6 de febrer del 1981    | N. G. Thomas                                           |
| (3000) Leonardo     | 1981 EG19              | 2 de març del 1981      | S. J. Bus                                              |